# Guerre de Corée
Guerre froide
Batailles
Offensive nord-coréenne :

(juin 1950 - septembre 1950)
- Pokpung
- Chuncheon
- Séoul (1re)
- Busan (navale)
- Chumunjin
- Osan
- Pyeongtaek
- Cheonan
- Chochiwon
- Daejeon
- Sangju
- Yongdong
- Hwanggan
- Notch
- Périmètre de Busan

Contre-offensive de l'ONU :

(septembre 1950 - octobre 1950)
- Incheon
- Bombardement de Pyongyang
- Pyongyang

Intervention chinoise :

(octobre 1950 - avril 1951)
- Onjong
- Unsan
- Chongchon (Wawon)
- Réservoir de Chosin
- Évacuation de Hŭngnam
- Séoul (3e)
- Twin-Tunnels
- Jipyeong-ri
- Imjin
- Kapyong

Impasse :

(août 1951 - juillet 1953)
- Crèvecœur
- Fleuve Han
- Opération Commando
- Maryang San
- Suncheon
- Barrage de Sui-Ho
- Triangle Hill
- le Crochet
- Fleuve Samichon
- Armistice de Panmunjeom

Post armistice :
- Raid sur la Maison Bleue
- Attaque de l'EC-121
- Incident du peuplier
- Infiltration de Gangneung
- Guerre du crabe

Du 25 juin 1950 au 27 juillet 1953, la guerre de Corée oppose la république de Corée (actuelle Corée du Sud), soutenue par les Nations unies (dont la république de Chine (Taïwan) à cette époque), à la république populaire démocratique de Corée (Corée du Nord), soutenue par la république populaire de Chine et l'Union des républiques socialistes soviétiques. Elle résulte de la partition de la Corée à la suite d'un accord entre les Soviétiques, ayant libéré la Mandchourie et le nord de la Corée de l'emprise du Japon, et les Alliés victorieux de la guerre du Pacifique contre le Japon également, à la fin de la Seconde Guerre mondiale. C'est un des premiers conflits de la guerre froide. La Chine communiste reconquiert Hainan de mars à mai 1950 puis enchaîne avec la conquête de la Corée le mois suivant. Enfin elle parachève son Lebensraum (glacis) avec l'annexion du Tibet le 7 octobre 1950, et la fin des hostilités avec la Mongolie communiste le 5 janvier 1951 (la Mongolie intérieure fut annexée par la Chine le 11 mai 1947 puis partitionnée au sein de la Chine en 1979).
La péninsule coréenne était occupée par l'empire du Japon depuis 1910. Après la reddition du Japon en septembre 1945, les États-Unis et l'Union soviétique se partagèrent l'occupation de la péninsule le long du 38e parallèle, avec au sud des forces américaines d'occupation et au nord des forces soviétiques d'occupation.
L'échec de la tenue d'élections libres dans la péninsule en 1948 aggrava la division entre les deux côtés ; le Nord met en place un gouvernement communiste, tandis que le Sud met en place un gouvernement pro-américain. Le 38e parallèle devint une frontière politique entre les deux États coréens. Bien que les négociations pour la réunification eussent continué dans les mois précédant la guerre, les tensions s'intensifièrent. Des escarmouches et des raids interfrontaliers persistèrent. La situation se transforma en guerre ouverte lorsque des forces du Nord envahirent le Sud le 25 juin 1950. En 1950, l'Union soviétique boycottait le Conseil de sécurité des Nations unies en raison de la non-reconnaissance de la république populaire de Chine par celui-ci, la république de Chine (Taïwan) ayant alors son siège au conseil. En l'absence d'un veto de l'Union soviétique, les États-Unis et d'autres pays votèrent une résolution autorisant une intervention militaire en Corée. Les États-Unis fournirent 88 % des 341 000 soldats internationaux qui représentèrent les forces du Sud, complétées par l'assistance de vingt autres pays. Si elle n'amena pas directement de troupes sur le terrain à l'exception de pilotes d'avion, l'Union soviétique fournit une aide matérielle conséquente aux armées chinoise et nord-coréenne.
Le conflit se déroula en quatre phases principales :
- mal préparées, face aux 200 000 soldats nord-coréens bien équipés par les Soviétiques, les forces du Sud accusèrent de lourdes pertes durant les deux premiers mois et, à la mi-septembre 1950, elles se retrouvèrent acculées dans le Sud-Est de la péninsule, repliées sur le périmètre de Pusan ;
- une rapide contre-offensive des forces de l'ONU, dirigées par le général MacArthur, avec un débarquement le 15 septembre à Incheon, non loin de Séoul, repoussa en octobre 1950 les Nord-Coréens bien au-delà du 38e parallèle, presque jusqu'au fleuve Yalou, à la frontière chinoise ;
- la république populaire de Chine entra en guerre aux côtés de la Corée du Nord. 1,7 million de « volontaires chinois », commandés par Peng Dehuai, forcèrent les Sud-Coréens et les troupes de l'ONU à se replier derrière le 38e parallèle à la veille de Noël en 1950. En janvier 1951, les communistes reprirent Séoul, reconquise par l'ONU en mars 1951 ;
- au printemps 1951, ce sont les troupes onusiennes qui gagnèrent peu à peu du terrain au Nord, et le front s'établit de nouveau aux alentours du 38e parallèle, revenant « peu ou prou » aux positions d'avant le début du conflit.

Les négociations reprirent alors et la guerre ouverte s'acheva le 27 juillet 1953, lorsqu'un cessez-le-feu fut signé. L'accord restaurait la frontière entre les deux Corées près du 38e parallèle et créait la zone coréenne démilitarisée, une zone tampon fortifiée entre les deux nations coréennes. Les deux pays étant encore officiellement en guerre, des incidents continuent de se produire dans les années 2020.
Du point de vue militaire, la guerre de Corée a combiné les stratégies et les tactiques des deux guerres mondiales : elle commença par une rapide campagne offensive d'infanterie suivie de bombardements aériens, mais devint une guerre statique à partir de juillet 1951.
On estime que le conflit a fait plus de 800 000 morts parmi les militaires coréens, nordistes et sudistes et 57 000 parmi les militaires des forces de l'ONU. Le nombre de victimes civiles est estimé à 2 millions et le nombre de réfugiés à 3 millions. La péninsule a été dévastée par les combats et les bombardements ; Séoul fut ainsi détruite à plus de 70 %.

## Partition de la péninsule
Sous l'ère Meiji, de 1868 à 1912, le Japon entame une expansion militaire en Asie, en s'emparant des îles Ryūkyū en 1879, de Taïwan et ses îles environnantes, les Pescadores, la presqu'île du Liaodong après le traité de Shimonoseki mettant fin à la première guerre sino-japonaise en 1895, la péninsule du Liaodong (comprenant Port-Arthur et Dalian), et la moitié méridionale de l'île Sakhaline en 1905, en conclusion de la guerre russo-japonaise puis de l'annexion de la péninsule de la Corée en 1910.
Dès la conférence du Caire en 1943, la libération de la péninsule de la Corée figure parmi les buts de guerre alliés, décision entérinée lors de la conférence de Potsdam en 1945.
À la conférence de Yalta (du 4 au 11 février 1945), Staline avait promis à Roosevelt que l’URSS entrerait en guerre contre le Japon trois mois après la capitulation de l'Allemagne. Lors de la conférence de Potsdam, en juillet-août 1945, les Alliés avaient convenus qu’en Corée les forces japonaises stationnées au nord du 38e parallèle se rendraient aux Soviétiques et celles qui occupaient le sud aux Américains. Les Soviétiques intervinrent dans le Nord le 9 août 1945, le lendemain même de la déclaration de guerre au Japon. Pour leur part, les Américains débarquèrent le 8 septembre suivant, au surlendemain de la proclamation à Séoul d'une éphémère « République démocratique » par les partis de gauche à majorité communiste qui avaient été actifs dans la résistance à l'occupation japonaise.
Après les bombardements atomiques d'Hiroshima et de Nagasaki, l'offensive soviétique de la Mandchourie balaye le Japon du territoire libérant ainsi le nord de la péninsule.
Le 15 août 1945, le Japon capitule. La division de la Corée en deux zones le long du 38e parallèle, l'une soviétique, l'autre américaine, est adoptée afin d'organiser le désarmement des forces japonaises présentes dans la région.
Cependant, ni les États-Unis, ni les Soviétiques, ni a fortiori les Coréens eux-mêmes ne considéraient comme définitive la partition de facto de la péninsule coréenne qui découlait de la double présence américaine et soviétique : en effet, une commission mixte américano-soviétique se mit en place dès janvier 1946, mais ses travaux n'aboutirent pas en raison de la tension croissante entre les deux superpuissances. En septembre 1947, les Américains portèrent la question coréenne devant les Nations unies. L’Assemblée générale de l'organisation désigna alors une commission chargée d’organiser et de superviser des élections libres en tant que préliminaires à la formation d’un gouvernement national. Toutefois, les Soviétiques, qui considéraient les Nations unies comme une organisation liée aux États-Unis (avant la décolonisation, la plupart de ses membres appartenaient au bloc occidental), refusèrent d’admettre la commission dans leur zone d’occupation.
Les partis de gauche de tout le pays, ainsi que des organisations nationalistes antiaméricaines, se réunirent à Pyongyang en avril 1948 et décidèrent le boycottage de ces élections. Celles-ci ne furent finalement organisées que dans la zone occupée par les États-Unis, sous la surveillance de l'ONU ; elles portèrent au pouvoir le vieux leader nationaliste et anticommuniste Syngman Rhee, qui avait été le chef du gouvernement coréen en exil constitué en 1919. Le 19 juillet 1948, la république de Corée fut proclamée à Séoul qui devint sa capitale. En réaction, des élections non surveillées par l'ONU furent organisées dans la zone d’occupation soviétique ; elles donnèrent la majorité aux partis de gauche dominés par les communistes. En même temps, des élections clandestines se déroulèrent dans le Sud : les délégués ainsi élus vinrent siéger à Pyongyang, où l'Assemblée populaire suprême proclama la république populaire démocratique de Corée. Tout comme la république de Corée, celle-ci prétendait représenter l'ensemble de la péninsule. L'homme fort du nouveau régime nord-coréen était Kim Il-sung, secrétaire général du Parti du travail de Corée et ancien résistant à l'occupation japonaise. Leader d’un petit groupe de partisans coréens à partir de 1930, Kim avait en effet dirigé plusieurs raids contre les avant-postes japonais en Corée à partir de la Mandchourie où, enfant, il s’était réfugié avec ses parents. En 1941, il quitta la Mandchourie, devenue un état fantoche du nom de Mandchoukouo, et reçut un entraînement militaire en Union soviétique. Il retourna en 1945 dans son pays en tant qu’officier de l’Armée rouge.
Syngman Rhee et Kim Il-sung désiraient tous deux réunifier la péninsule, mais chacun selon sa propre idéologie politique. Avec la conscription rétablie en 1947 dans le Nord, qui provoqua une certaine résistance armée dans une partie de la population (voir UNPIK), l'armée nord-coréenne appelée Armée populaire de Corée, équipée en chars et en armes lourdes d'origine soviétique, était davantage en mesure de prendre l'initiative, tandis que l’armée sud-coréenne, en raison d’un soutien américain plus limité après le retrait des troupes d'occupation (décembre 1948 et juin 1949), était en état d’infériorité, matérielle (aucun char et pas d'avion de combat), mais surtout numérique.

## Origines
L'historien français Bernard Droz affirme en 1992 que la responsabilité américaine et sud-coréenne apparaissait peu crédible : « Vu l’état d’impréparation de l’armée sud-coréenne et la présence sur place de quelques centaines seulement de conseillers américains, et depuis l'ouverture des archives soviétiques, il est désormais acquis que l'offensive générale du 25 juin 1950 fut préparée de longue date par la Corée du Nord ». D'après des documents d'archives soviétiques, Kim Il-sung décida d'envahir la Corée du Sud au plus tard début septembre 1949, alors qu'« il n'y a pas eu d'incidents sérieux au 38e parallèle depuis le 15 août. » Staline considérait toutefois que pour le moment une telle initiative n’était opportune ni militairement, ni politiquement, ni économiquement. Il s'inquiéta notamment de l'impréparation de l’armée nord-coréenne ainsi que d'une possible intervention américaine et interdit en conséquence une entreprise dont le plein succès n’était pas assuré. En effet, par un télégramme daté du 24 septembre 1949, le Politburo chargea l’ambassadeur soviétique à Pyongyang, le général Chtykov, d’informer Kim Il-sung qu’aux yeux des dirigeants soviétiques l’« Armée populaire coréenne […] n’était pas prête pour une attaque, que celle-ci entraînerait des difficultés politiques et économiques significatives pour la Corée du Nord » et que par conséquent une telle attaque n’était pas « permise ». Par la suite, les Nord-Coréens renforcèrent leur armée et la transformèrent en un formidable instrument offensif sur le modèle des forces blindées de l'Armée rouge soviétique. Ainsi, en 1950, la Corée du Nord avait désormais un avantage certain dans toutes les catégories d'armement. La république populaire de Chine était d'abord réticente, car une guerre en Corée déstabiliserait toute la région. Mao Zedong estimait par ailleurs qu'un tel conflit encouragerait les Américains à intervenir en Extrême-Orient et interférerait avec la conquête prévue de Taïwan, où s’étaient retranchées les forces du Kuomintang de Tchang Kaï-chek. Néanmoins, la Chine n'accepterait pas la présence de troupes ennemies à ses frontières, ce qui laissait présager une intervention chinoise au cas où elle estimait son territoire menacé.
Le 12 janvier 1950, le nouveau secrétaire d'État américain, Dean Acheson, déclara au Club national de la presse que le périmètre de défense américain dans le Pacifique comprenait les îles Aléoutiennes, les îles Ryūkyū, le Japon et les Philippines : l'omission explicite de la Corée pouvait laisser entendre que, en cas de guerre, les Américains n’interviendraient pas. Cependant, si telle avait été à un moment la position de Washington, le gouvernement américain y renonça dès avril 1950. Par conséquent, l'endiguement restant le principe de la politique américaine, Washington considérait la Corée du Sud comme un bastion servant à endiguer la progression communiste en Asie, plus particulièrement après la victoire des communistes chinois en 1949. Entre-temps, l'attitude de Staline avait évolué : lors d’une visite de Kim à Moscou en avril 1950, le maître du Kremlin avalisa les projets annexionnistes du dirigeant nord-coréen, car, après le départ des troupes américaines, il ne jugeait plus qu'une guerre faisait courir de graves risques à la Corée du Nord, tout en précisant cependant qu’il ne pouvait garantir un soutien officiel de la part de l’Union soviétique. Certains se sont demandé si l'omission publique de Dean Acheson en janvier 1950 ne relevait pas d'une provocation destinée à encourager l'initiative militaire nord-coréenne annexionniste, de manière à pouvoir déclencher en retour l'intervention américaine annexionniste inversée. Dans une interview accordée en 1992 à l’historien russe Sergeï Goncharov, Chung Sang-chin, ancien général de brigade dans l’armée nord-coréenne, rapporta que, selon l’interprète de Kim Il-sung, ce dernier aurait invoqué quatre arguments pour recueillir l’adhésion de Staline : l’attaque, déclenchée à l’improviste, serait décisive, de sorte que la victoire serait acquise en trois jours ; en Corée du Sud, l'offensive de l'Armée populaire serait accompagnée d’un soulèvement des deux cent mille membres du Parti ; la guérilla communiste apporterait son appui à l’Armée populaire ; et enfin, les États-Unis n’auraient pas le temps d’intervenir. Chung ajouta que Kim avait connaissance du discours Acheson.
D'après un rapport du ministère des Affaires étrangères soviétique à l'intention notamment de Brejnev, rapport daté du 9 août 1966,
« le gouvernement nord-coréen prévoyait d’atteindre son objectif en trois étapes :
1. concentration de troupes le long du 38e parallèle ;
2. proposition au Sud d'une réunification pacifique ;
3. initiative des opérations militaires après le rejet par le Sud de la proposition d’une réunification pacifique.

Fin mai 1950, l'état-major de l'Armée populaire, en accord avec les conseillers militaires soviétiques, annonça que l'armée coréenne était prête à commencer sa concentration le long du 38e parallèle. Devant l'insistance de Kim Il-sung, le début des opérations militaires fut fixé au 25 juin 1950 (télégramme 468, 1950). »
La fiabilité des documents soviétiques a été vivement contestée par les autorités nord-coréennes, tant ils mettent en question l'histoire officielle du pays. Par ailleurs, d’après les Nord-Coréens, qui invoquent la présence de conseillers américains, les États-Unis n’auraient pas respecté les termes de l'accord soviéto-américain sur le retrait des troupes de la péninsule et ils auraient multiplié les provocations et les attaques, certaines d’envergure, afin de déstabiliser la Corée du Nord. Ainsi, le musée de la Guerre à Pyongyang expose des documents d'archives faisant état de projets d'invasion de la république populaire démocratique de Corée.
Pour leur part, la majorité des historiens sud-coréens, à l'instar en France d'intellectuels de gauche, relevèrent dès les années 1950 la multiplication des incidents de frontière le long du 38e parallèle et les déclarations belliqueuses de Syngman Rhee dans la période précédant la guerre, d'où ils conclurent à une responsabilité partagée. Selon Heo Man-ho, professeur agrégé au département de science politique et de diplomatie à la faculté des sciences sociales de Séoul, spécialiste de l'histoire de la Corée, « les tentatives belliqueuses antérieures à la guerre de Corée avaient déjà fait plus de 100 000 morts ». En d'autres termes, selon Heo Man-ho, ces incidents de frontière ont été dans certains cas de « véritables batailles rangées dans lesquelles environ 6 000 hommes ont été engagés » (et dont l'initiative venait tant du côté nord-coréen que du côté sud-coréen), ce qui rendait de plus en plus probable l'hypothèse d'un conflit ouvert, envisagé par l'un et l'autre camp. « Il est donc difficile de trancher de façon sûre sur cette question de savoir qui est l'envahisseur et l'initiateur de la guerre. Les seuls critères qui peuvent aider à dégrossir cette question se trouvent dans les préparatifs militaires mis en place par les dirigeants des deux Corées […] ainsi que dans les formes du soutien des deux superpuissances auprès de ces mêmes dirigeants. » Par conséquent, conclut le professeur Heo Man-Ho, « en nous appuyant sur ces critères, nous pourrions soutenir la thèse de l’invasion nord-coréenne sur le Sud ; en effet, la guerre de Corée a été préparée plus sérieusement par les dirigeants nord-coréens avec les soutiens sino-soviétiques ». S'agissant des préparatifs sud-coréens, l'envoyé spécial de Harry S. Truman en Corée du Sud, Philip C. Jessup, souligne, dans un mémorandum à son gouvernement daté du 14 janvier 1950 à la suite d'un entretien avec le président sud-coréen Syngman Rhee, que ce dernier a expliqué que les Coréens du Sud « auraient une ligne de défense stratégique bien meilleure, si leurs forces se dirigeaient vers la Corée du Nord, [mais] qu’il n’y a pas eu de planification pour se lancer dans une quelconque opération de conquête. Pourtant, l'impression générale de son intervention laisse croire qu'il ne s'était pas opposé lorsque des forces sud-coréennes, en bordure du 38e parallèle, avaient pris des initiatives de temps en temps ». De son côté, M. Muccio, ambassadeur américain à Séoul, fait état qu'en 1948, lors d'une réception au palais présidentiel sud-coréen, le ministre de la Défense sud-coréen lui « raconta avec plaisir que ses hommes avaient conquis Haeju », ville située sur la péninsule d'Ongjin, « juste au-delà du 38e parallèle, […] mais [il] n'ajouta pas que pratiquement tout le monde s'y était fait tuer ».
Toujours est-il que Kim Il-sung s'était donné les moyens d’une offensive générale en renforçant son armée et, quand il reçut finalement, après quarante-huit télégrammes, la permission de Staline en avril 1950, et celle de Mao Zedong un mois plus tard, il prit l’initiative le 25 juin 1950, profitant d’une situation qu’il jugeait favorable — infériorité matérielle et numérique de l'armée sud-coréenne, présence sur le terrain de quelques centaines seulement de conseillers américains, renonciation apparente des États-Unis à la doctrine Truman en ce qui concerne la péninsule coréenne — et cela dans un contexte de répression des mouvements de guérilla communistes qui avaient dominé politiquement en Corée du Sud au moment de la capitulation japonaise.
Les services de renseignement américain se sont montrés pour leur part incapables d'évaluer correctement les projets de Kim Il-sung et ne pensaient pas que celui-ci se lancerait dans un tel conflit.

## Déroulement

Les territoires occupés par la Corée du Nord, son allié chinois et les autres forces communistes (en rouge) et par la Corée du Sud, les États-Unis et les forces des Nations unies (en vert) durant la guerre de Corée de 1950 à 1953.

La date du 25 juin 1950, choisie « fin mai 1950 […] devant l'insistance de Kim Il-sung », marque le franchissement du 38e parallèle par les divisions nord-coréennes ; elle est généralement considérée par les historiens occidentaux et russes comme le début de la guerre de Corée. Pour sa part, la Corée du Nord retient une date antérieure de quelques jours, en alléguant qu'elle n'aurait fait que riposter à une importante incursion sud-coréenne sur son territoire, incursion livrée avec le soutien de conseillers américains.

### Assaut nord-coréen
Dans l'heure précédant l'aube du 25 juin 1950, sous la protection d'un formidable barrage d'artillerie, 135 000 Nord-Coréens franchirent la frontière entre les deux Corées. Le gouvernement nord-coréen annonça que des troupes commandées par le « traître et bandit » Syngman Rhee avaient traversé le 38e parallèle, et que par conséquent le Nord avait été obligé de riposter « à une grave provocation des fantoches de Washington », selon L'Humanité du lendemain. De son côté, Jean-Paul Sartre, compagnon de route du Parti communiste français, affirma que « c’était la Corée du Sud qui avait attaqué la Corée du Nord à l'instigation des États-Unis ». Conseillée et équipée par les Soviétiques, qui ne s'engageront toutefois jamais ouvertement, l'armée nord-coréenne mit en ligne sept divisions, 150 T-34, 1 700 pièces d'artillerie, 200 avions de combat et d'importantes réserves. L'attaque nordiste fut dévastatrice. Au moins les deux tiers de la petite armée sud-coréenne (à peine 38 000 hommes répartis sur 4 divisions d'infanterie) étaient alors en permission, laissant le pays largement désarmé. Les Nord-Coréens attaquèrent en plusieurs endroits stratégiques, parmi lesquels Kaesŏng, Chunchon, Uijongbu, et Ongjin. En quelques jours, les forces sudistes, surclassées en nombre et en puissance de feu, furent mises en déroute et durent battre en retraite. Tandis que l'attaque au sol progressait, l'armée de l'air nordiste bombarda l'aéroport de Gimpo à Séoul où se trouvaient les 22 avions de liaison et d'entraînement de l'aviation du Sud. Séoul fut prise dans l'après-midi du 28 juin. Les Nord-Coréens n'avaient toutefois pas réussi à atteindre leur objectif principal, à savoir la reddition rapide du gouvernement de Rhee et la désintégration de son armée.

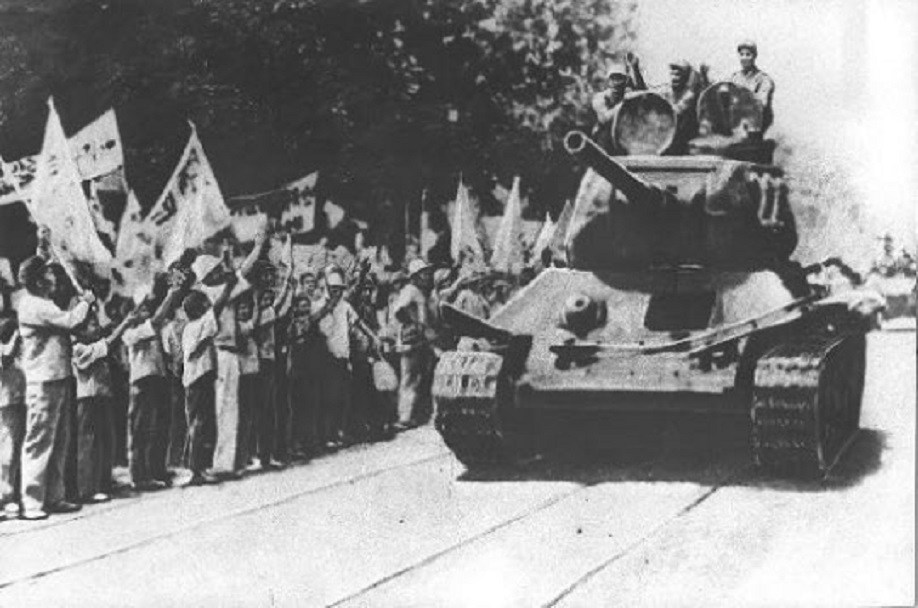
Unité blindée de chars T-34 nord-coréens entrant à Séoul en 1950.

L'invasion de la Corée du Sud (république de Corée, RdC, ROK en anglais) semble avoir été une surprise complète pour les États-Unis et leurs alliés ; quelques jours avant l'offensive nord-coréenne, le 20 juin, Dean Acheson, le nouveau secrétaire du département d'État, avait déclaré officiellement au Congrès qu'une guerre était improbable. Truman lui-même fut contacté quelques heures après le déclenchement de l'offensive ; il crut qu'il s'agissait du début de la troisième Guerre mondiale. En tout état de cause, une partie de l'état-major américain aurait accueilli avec enthousiasme l'annonce, espérant pouvoir ainsi « endiguer » (stratégie du containment) la progression des communistes en Extrême-Orient. « Les Coréens nous sauvent », aurait déclaré le secrétaire d’État Acheson quand il reçut le 25 juin la nouvelle du déclenchement des hostilités. Malgré la démobilisation partielle des forces américaines et alliées après la défaite du Japon, ce qui causa de sérieux problèmes logistiques aux troupes américaines dans la région - hormis les Marines, les divisions d'infanterie envoyées en Corée ne comptaient que 40 % de leurs effectifs et la majeure partie de leur équipement était inutilisable -, les États-Unis avaient encore 83 000 hommes destinés à l'occupation du Japon répartis en trois divisions d'infanterie plus la 1re division de cavalerie, sous le commandement du général Douglas MacArthur. À part les unités du Commonwealth en Corée, aucune autre nation ne pouvait fournir des renforts importants. Le président Harry S. Truman, à la nouvelle de l'invasion, ordonna à MacArthur de transférer des munitions au profit de l'armée sud-coréenne (en anglais ROK Army, ou ROKA) et de fournir une protection aérienne afin de permettre l'évacuation des citoyens américains. Toutefois, Truman était en désaccord avec ses conseillers, qui voulaient lancer des raids aériens contre la Corée du Nord. Il autorisa cependant la Septième flotte américaine à protéger Taïwan, mettant ainsi fin à la politique américaine de désengagement vis-à-vis du gouvernement nationaliste du Kuomintang, confiné à Taïwan (depuis la prise de Hainan par les communistes chinois au printemps) - réplique américaine redoutée par Mao avant l'attaque nord-coréenne. Tchang Kaï-chek proposa de participer à la guerre, mais cette demande fut rejetée par les Américains au motif que cela ne ferait qu'encourager une intervention des communistes chinois.

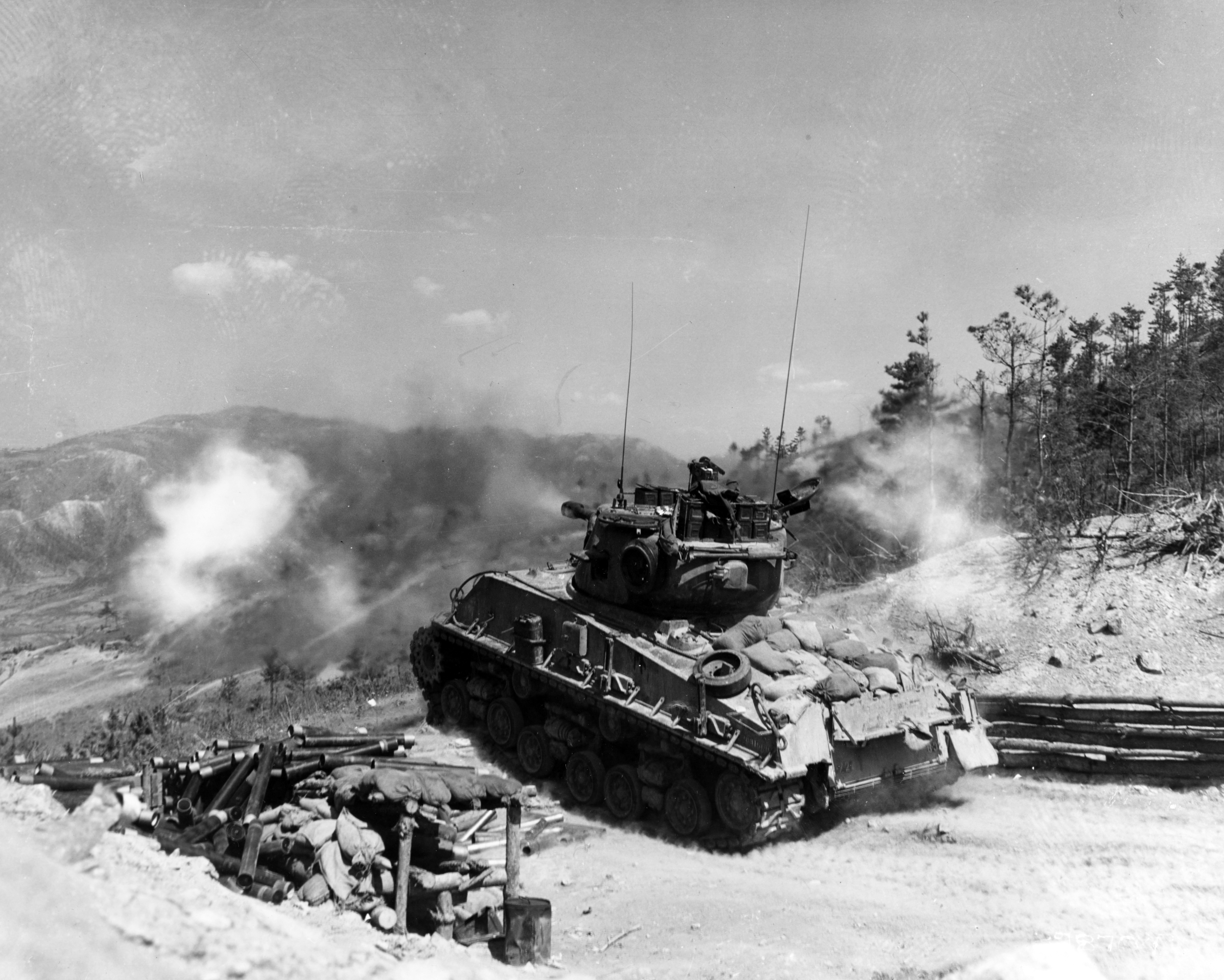
Char M4A3E8 Sherman en position de tir sur une colline.

### Contre-attaque sud-coréenne et onusienne

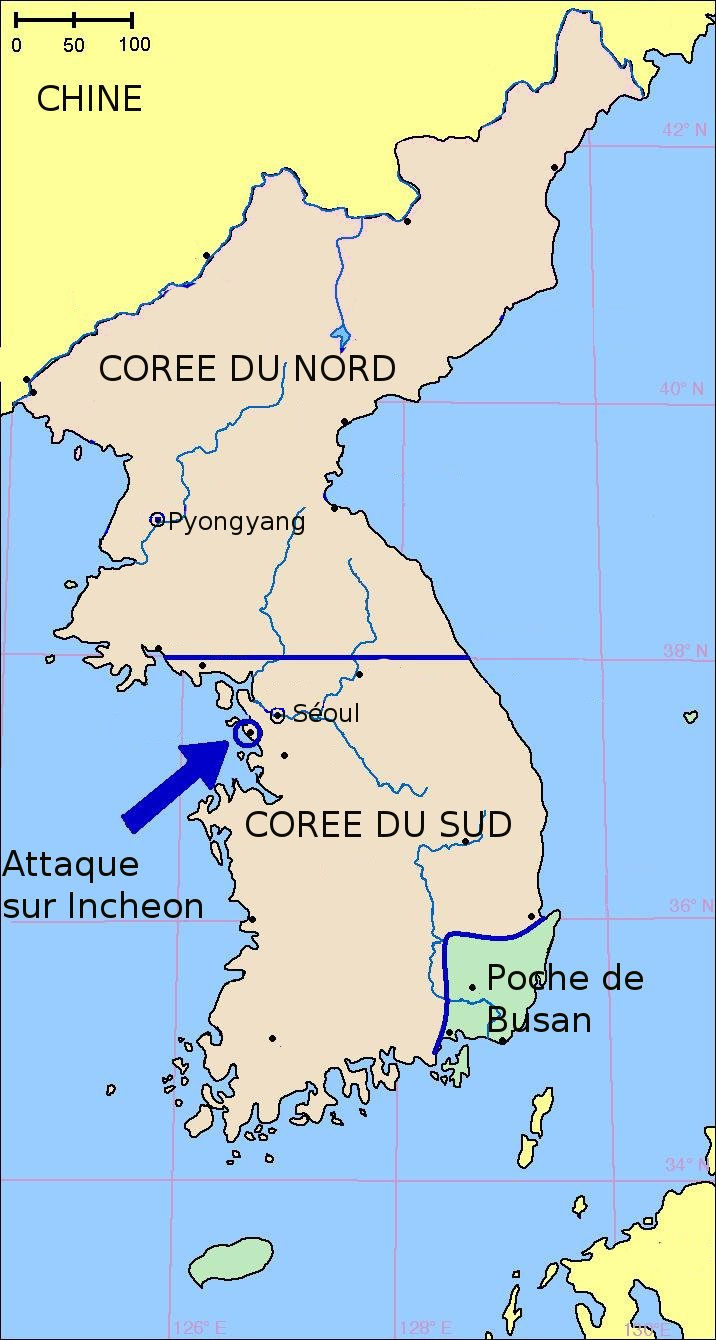
La poche de Busan lors de la contre-attaque sur Incheon (septembre 1950).

Au Conseil de sécurité des Nations unies, les États-Unis, profitant de l'absence du représentant soviétique Iakov Malik (politique dite du « siège vide », pour dénoncer le refus américain d'admettre la Chine communiste au Conseil en lieu et place de Taïwan), firent adopter le 27 juin 1950 la résolution 83 condamnant l'agression nord-coréenne ; le 3 juillet 1950, l’USS Valley Forge lança la première attaque aéronavale de la guerre de Corée suivi par un raid de 21 avions du HMS Triumph sur un aérodrome de Haeju.
Le 7 juillet, la résolution 84 confia aux États-Unis le commandement d'une force onusienne. Seize pays acceptèrent de venir en aide à la Corée du Sud. Parmi ceux-ci, les plus importants étaient le Royaume-Uni et diverses forces du Commonwealth dont celles du Canada, de l'Australie et de la Nouvelle-Zélande. Parmi les autres participants à la force des Nations unies, les Philippines, la Turquie, la France, la Belgique, la Grèce, la Thaïlande et la Colombie envoyèrent plusieurs milliers de soldats. Les autres pays participants se limitèrent à envoyer des équipes médicales.
Au 14 septembre 1950 (veille du débarquement d'Incheon), les forces nord-coréennes occupaient environ 90 % de la Corée du Sud, seules la poche de Busan (où les restes de l'armée sud-coréenne se battaient aux côtés de la 8e armée américaine envoyée en renfort) et quelques îles (les plus importantes étant Geoje, Jeju et Ulleung) échappaient toujours à leur contrôle en raison d'un important soutien aérien. Bien qu'encore en attente de renfort de nouvelles forces alliées, le général MacArthur décida de lancer une contre-offensive. Le 15 septembre, les Marines débarquèrent à Incheon (opération Chromite), prenant à revers les troupes nord-coréennes et coupant leurs lignes de ravitaillement. Celles-ci, encerclées, se désagrégèrent rapidement : Suwon fut reprise le 21 septembre, la poche de Busan désencerclée le 25 septembre et Séoul entièrement reprise le 27 septembre. Le succès de son offensive éclair, surprenant aux yeux des responsables politiques américains, fit surnommer MacArthur le « sorcier d'Incheon » par le secrétaire d'État Dean Acheson,.

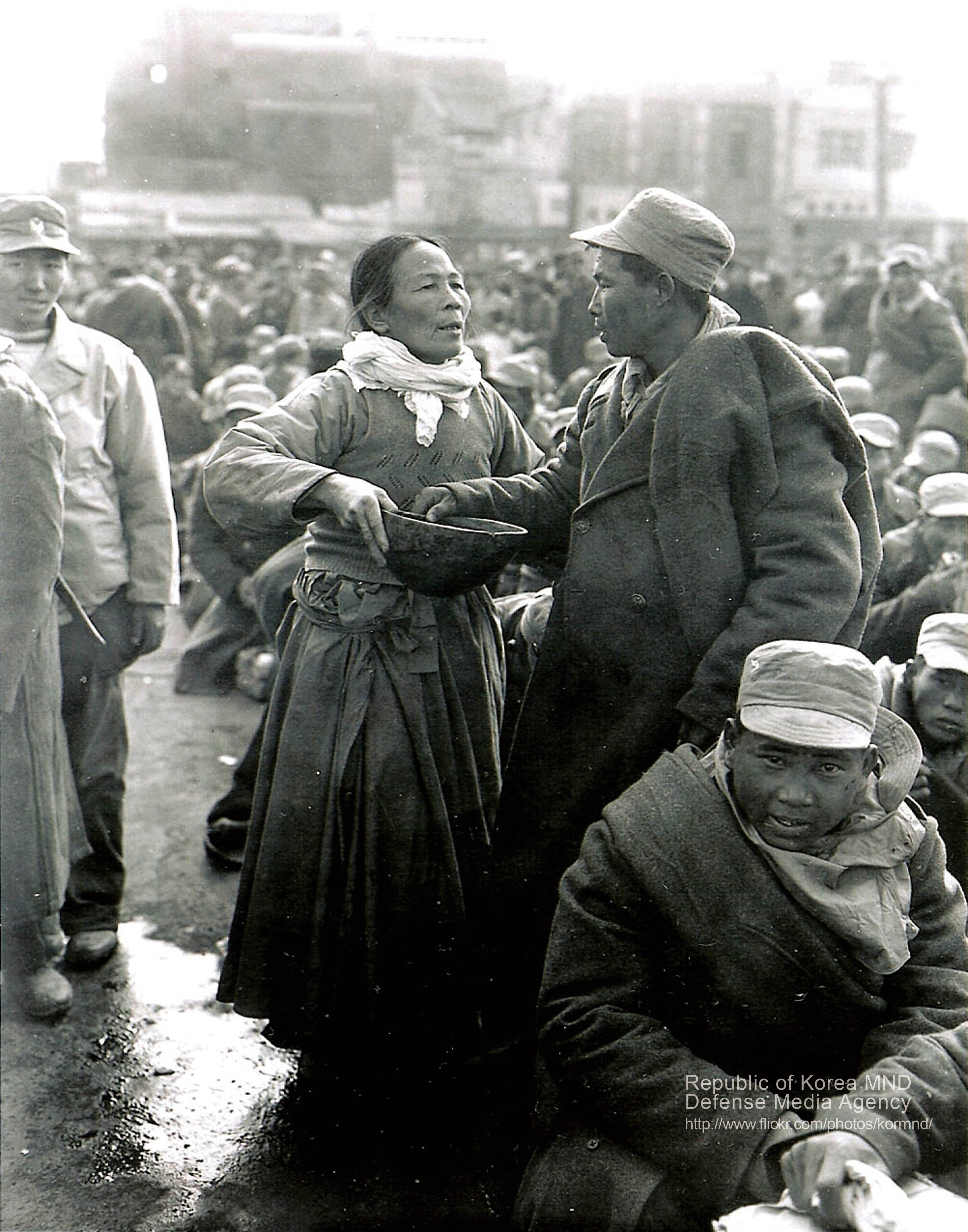
Mère sud-coréenne accompagnant son fils mobilisé à la gare de Daegu, 19 décembre 1950.

Le 30 septembre 1950, les effectifs des forces des Nations unies, essentiellement américaines, étaient de 230 000 hommes dont 165 000 pour les unités terrestres et 85 000 pour la marine et l'aviation.
Le 1er octobre, les troupes des Nations unies s'emparèrent de Yangyang, franchissant ainsi à leur tour le 38e parallèle. À partir de cette date, les villes nord-coréennes se mirent à tomber une à une : Goseong le 4 octobre, Hwacheon le 8 octobre, Cheorwon et Wonsan le 10 octobre, Kumchon le 14 octobre, Hamhŭng le 17 octobre, Haeju, Sariwŏn et Pyongyang le 19 octobre, Anju le 22 octobre, Kaech'ŏn, Tŏkch'ŏn et Hŭich'ŏn le 23 octobre, Unsan et Kujang le 25 octobre. Le 26 octobre, quelques unités atteignirent la bourgade de Chosan (en) sur le Yalu, fleuve délimitant la frontière sino-coréenne. Elles furent repoussées une quinzaine de kilomètres plus au sud dès le lendemain, ce qui n'empêcha pas les troupes onusiennes de s'emparer d'autres villes, plus à l'est (Sŏngjin tomba le 28 octobre, Kilju le 5 novembre, Hyesan le 21 novembre et Ch'ŏngjin le 25 novembre) et plus à l'ouest (Chongju tomba le 30 octobre).

### Intervention chinoise

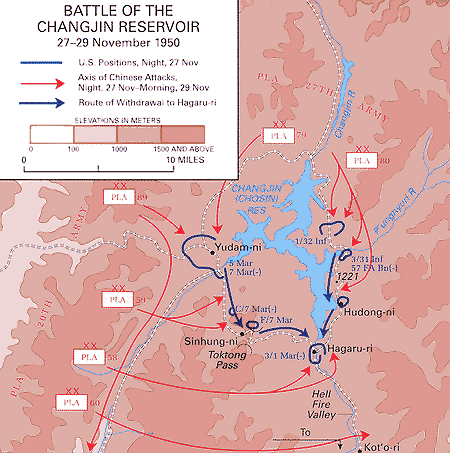
Plan d'action de la bataille du réservoir de Chosin et retrait des troupes onusiennes

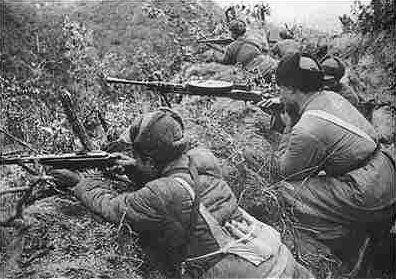
Fantassins chinois au combat en 1952.

La Chine intervint alors de manière non officielle en déployant une armée des volontaires du peuple chinois (中国|人民|志愿|军, 中國|人民|志願|軍 , Zhōngguó Rénmín Zhìyuàn Jūn). Le 31 octobre, les effectifs terrestres des Nations unies étaient montés à 205 000, forces sud-coréennes non comprises ; c'est à cette date que 54 divisions chinoises comptant 270 000 hommes franchirent le Yalu, où elles entrèrent en contact avec des unités américaines.

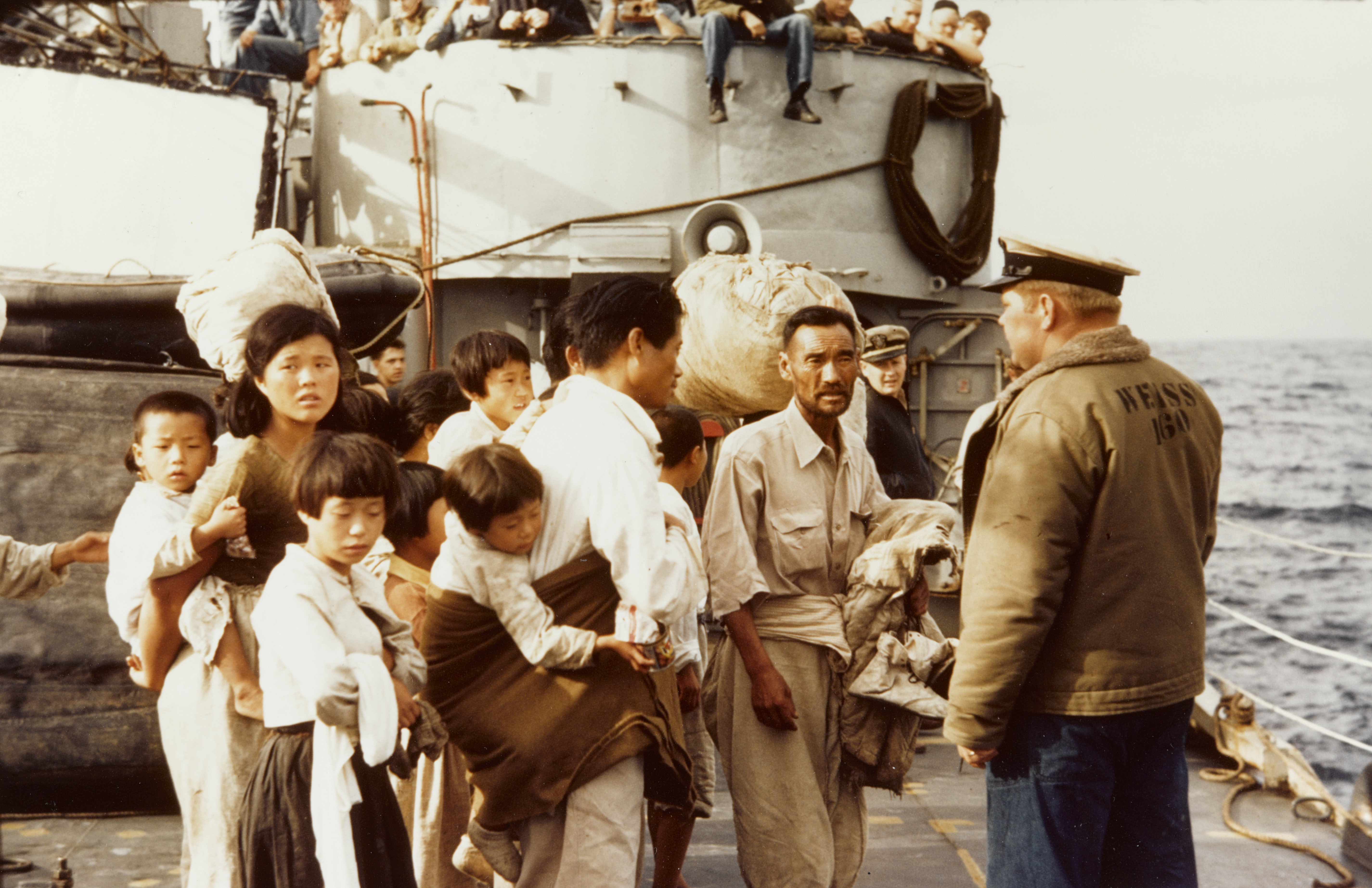
Évacuation par l'US Navy de réfugiés en provenance de Corée du Nord.

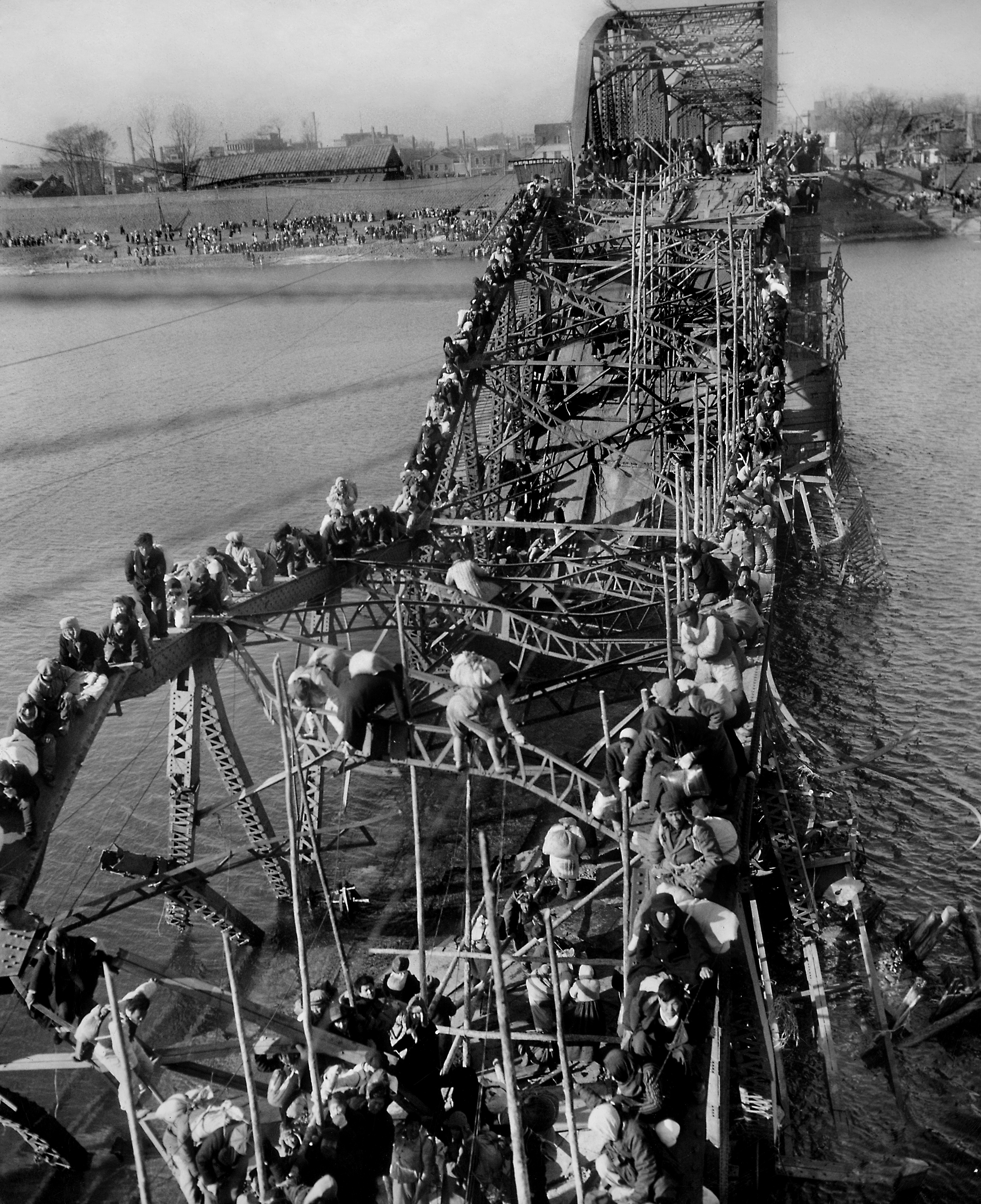
Flight of Refugees Across Wrecked Bridge in Korea, photo de Max Desfor, citée au Prix Pulitzer 1951. Le 4 décembre 1950, une foule de fuyards tente de traverser le Taedong à travers un pont détruit par la guerre.

Il s'agissait de la IVe armée populaire, commandée par le général Peng Dehuai. Après des combats acharnés contre les forces chinoises, les Américains et les Sud-Coréens furent repoussés. Les Chinois se retirèrent et les Américains purent ainsi reprendre leur offensive jusqu'à ce que, à partir du 26 novembre 1950, plus d'un demi-million de soldats chinois de l'armée populaire de libération appuyant l'armée nord-coréenne repassent à l'attaque avec une couverture aérienne de l'aviation soviétique. Les forces des Nations unies, éparpillées et mal équipées contre le froid, furent rejetées au-delà du 38e parallèle, entraînant dans leur retraite plus d'un million de civils nord-coréens fuyant le régime communiste ; Séoul fut reprise par les Nord-Coréens et leurs alliés chinois, le 4 janvier 1951 après le retrait des troupes du général Ridgway la veille. Dans les jours suivant, ils fondirent sur le sud de la péninsule et parvinrent à reprendre Suwon et Wonju (7 janvier), Jecheon (10 janvier) et même Danyang (12 janvier). On assista en outre à l'évacuation par mer à Hungnam (environ 105 000 soldats, 98 000 civils, 17 500 véhicules et 350 000 tonnes d'équipements) et à Chinnampo du Xe corps d'armée américain et du Ier corps d'armée coréen encerclé par l'ennemi.
Au total, 70 % des membres de l'armée populaire de libération servirent en Corée, soit 2,97 millions de militaires en trois ans de conflit, auxquels il faut rajouter 600 000 travailleurs civils.

### Retour austatu quo ante bellum
Pour redresser la situation, MacArthur suggéra le 10 mars 1951 sans succès de lancer des dizaines de bombes nucléaires sur la Mandchourie et l'intervention des forces chinoises nationalistes du Guomindang. En désaccord avec Truman, MacArthur fut limogé le 11 avril 1951 car le président redoutait un affrontement sino-américain dont l'Union soviétique aurait pu tirer profit. Il fut remplacé par Ridgway. Le général Ridgway, alors commandant de la 8e armée, était parvenu à reprendre Séoul (14 mars) et Chuncheon (21 mars) lors de l'opération Ripper (en) et même à repousser les forces communistes au-delà du 38e parallèle (25 mars). Les Américains continuèrent leur offensive après le limogeage de MacArthur et arrivèrent aux portes de Cheorwon et de Hwacheon à la mi-avril 1951, poussant les Chinois à lancer l'offensive du printemps au cours de laquelle Chuncheon et Yangyang furent rapidement reprises. Le 20 mai 1951, ils sont à une dizaine de kilomètres de Gangneung et à une vingtaine de Séoul, lorsque l'ONU lance sa contre-offensive qui lui permet de s'emparer de plusieurs villes qui étaient restées dans le giron nord-coréen depuis la seconde offensive chinoise en décembre 1950, notamment Goseong (prise le 29 mai), Cheorwon et Hwacheon (prises le 11 juin). Ce fut la dernière grande offensive du conflit et le front se stabilisa au niveau de la ligne de démarcation actuelle (les forces onusiennes parvinrent à s'établir sur la rive droite de l'Imjin en novembre 1952) et bien que l'état-major américain eût planifié des débarquements en Corée du Nord pour réunifier la péninsule, ceux-ci furent suspendus par les autorités politiques car l’idée d’un statu quo ante bellum commençait à faire son chemin. Ridgway est remplacé à la tête de la 8e armée des États-Unis par le général James Van Fleet qui quitte le service le 31 mars 1953.
Durant cette phase, le bataillon français livra encore d'importantes batailles : du 23 mai au 5 juin 1951, la bataille du Soyang également appelée le Massacre de mai, suivie d'une guerre de position. Du 5 au 10 octobre 1952, la bataille d'Arrow Head stoppe les attaques chinoises.

### Négociations, problème des prisonniers et armistice

Le major-général Lee Sang-Jo, officier de liaison nord-coréen a Panmunjeom, le 10 avril 1953.

Le 23 juin 1951, Jacob Malik, délégué permanent de l’URSS aux Nations unies, insère dans un discours un passage où il suggère une négociation sur la base d'un retour à la situation antérieure : un tel scénario avait débouché deux ans plus tôt sur la levée du blocus de Berlin. Dès le 10 juillet 1951, les délégués des deux camps se rencontrèrent à Kaesŏng, à proximité de l’ancienne ligne de démarcation. Mais il faudra attendre la mort de Staline survenue le 5 mars 1953 et le changement politique qui s'ensuit en URSS, pour que les négociations aboutissent le 27 juillet 1953 à Panmunjeom, mettant fin à un conflit qui aura duré trois ans et causé au moins un million de morts selon la plupart des historiens occidentaux (plus de deux millions selon les Nord-Coréens). Le cessez-le-feu consacra le retour au statu quo ante bellum : en effet, la Zone coréenne démilitarisée entre les deux Corées (coupant le 38e parallèle en diagonale, suivant une bande de 249 km de long sur 4 km de large) fait que la superficie de chacun des territoires des deux Corées seront sensiblement les mêmes qu'au début du conflit avec cependant un petit avantage pour le Sud, la ligne de front s'étant stabilisée un peu au-delà de l'ancienne frontière.

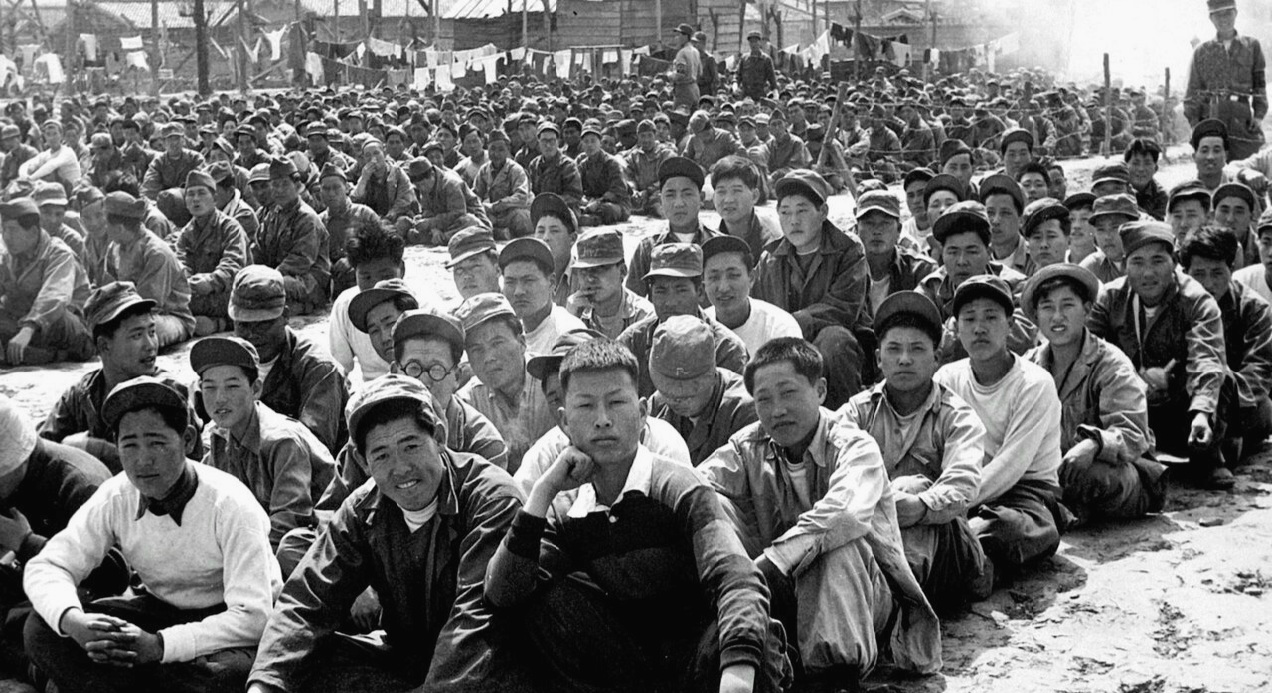
Prisonniers de guerre nord-coréens et chinois dans un camp à Pusan en avril 1951.

La proportion de pertes parmi les prisonniers de guerre sud-coréens et des Nations unies dans les camps nord-coréens et chinois atteint selon certaines études aux alentours de 43 %. Le caractère idéologique du conflit n’explique pas à lui seul cette extrême surmortalité, davantage conséquence des mauvaises conditions d’hygiène et de nutrition que des actions directes des geôliers, du moins après la première année de guerre. Les négociations sur les prisonniers de guerre furent très âpres et l'une des principales raisons de la lenteur des pourparlers de paix. Le 18 décembre 1951, les Nations unies fournirent les noms de 132 000 prisonniers sur 176 000 captifs. Le désaccord dans les chiffres provient du fait que 38 000 « soldats nord-coréens » étaient en réalité des citoyens du Sud enrôlés de force par le Nord. Il manquait aussi 6 000 morts ou évadés. La liste communiste comprenait les noms de 11 559 prisonniers, en contradiction avec le fait que la radio de Pyongyang, après 9 mois de guerre s'était vantée de détenir 65 000 prisonniers. Mais au 18 décembre 1951, les forces communistes déclaraient détenir 7 145 Sud-Coréens, 3 198 Américains, 919 Britanniques, 234 Turcs, 40 Philippins, 10 Français, 6 Australiens, 4 Sud-Africains, 3 Japonais, 1 Canadien, 1 Grec et 1 Néerlandais.
Des 10 000 Américains manquants, un tiers seulement avaient été retrouvés. Pas un seul des 1 036 prisonniers dont les noms à un moment ou un autre avaient été cités dans les médias du bloc de l'Est n'apparaissait sur la liste. Sur les 110 noms communiqués à la Croix-Rouge, il n'en restait que 44 sur la liste. Plus grave, 50 000 Sud-Coréens disparus avaient été « libérés sur les lignes de front » selon la Corée du Nord, embrigadés de force dans l'armée du Nord selon les Nations unies. Ce furent les méthodes de rapatriement des prisonniers aux mains des Nations unies qui freinèrent les négociations, la Chine et la Corée du Nord voulant que tous les prisonniers leur soient remis sans conditions tandis que les Nations unies prônaient la liberté de choix. Finalement, la deuxième solution fut adoptée, à la suite de compromis arrachés aux nations communistes qui pouvaient tenter de convaincre leurs citoyens de renoncer à leur choix. Sur les 75 000 prisonniers qui avaient demandé de rester dans le camp occidental, 5 000 renoncèrent à leur projet initial. Le retour des prisonniers se fit en 2 phases : l'opération « Petit Échange », en avril 1953, où les Nations unies restituèrent 5 194 militaires et 416 civils nord-coréens tandis que le Nord rendait 471 Sud-Coréens, 149 Américains, 32 Britanniques, 15 Turcs, 6 Colombiens, 5 Australiens, 2 Canadiens, 1 Grec, 1 Sud-Africain, 1 Philippin et 1 Néerlandais. Puis l'opération « Grand Échange » consista en un échange massif de prisonniers après l'armistice : 70 159 Nord-Coréens et 5 640 Chinois furent rapatriés dans leurs pays respectifs tandis que 7 848 Sud-Coréens, 3 597 Américains et 1 312 membres des autres contingents des Nations unies furent libérés.
Environ 15 000 Chinois et 50 000 Nord-Coréens choisirent de rester au Sud, tandis que 305 Sud-Coréens, un Britannique et vingt-et-un Américains restèrent dans le Nord (trois Américains changèrent d'avis après coup).

## Stratégies, tactiques et matériels

### Chars de combat

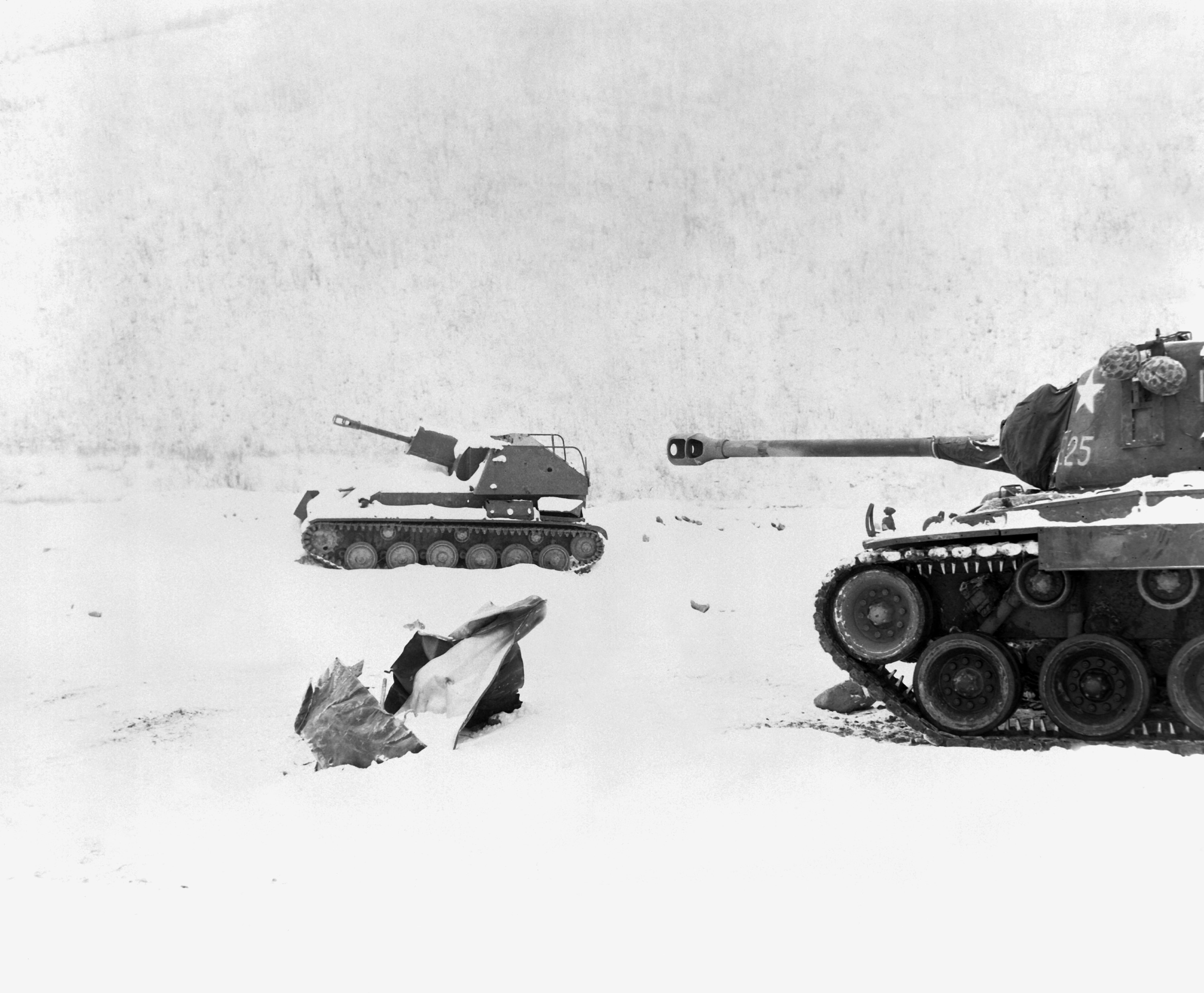
SU-76 nord-coréen à côté d'un char M26 Pershing du United States Marine Corps.

Bien que la géographie montagneuse de la Corée limite sérieusement l'utilisation des chars de combat et empêche les grandes offensives mécanisées, ceux-ci servent avec succès dans les deux camps dans l'appui à l’infanterie. Outre les T-34/85 qui firent forte impression, la Corée du Nord engagea des canons automoteurs SU-76.
Bien qu'initialement les forces aériennes américaines déclarent avoir détruit la majorité des blindés nord-coréens, les études sur les 256 chars T-34 nord-coréens perdus entre juillet et novembre 1950 montrent que seuls 63 d'entre eux l'ont été par l’aviation et 97 par des chars (32 par des M26 Pershing, 19 par des M46 Patton, 1 par un char M24 Chaffee et 45 par des M4A3E8 Sherman).

### Guerre aérienne

#### Stratégie

##### Intensification des combats aériens

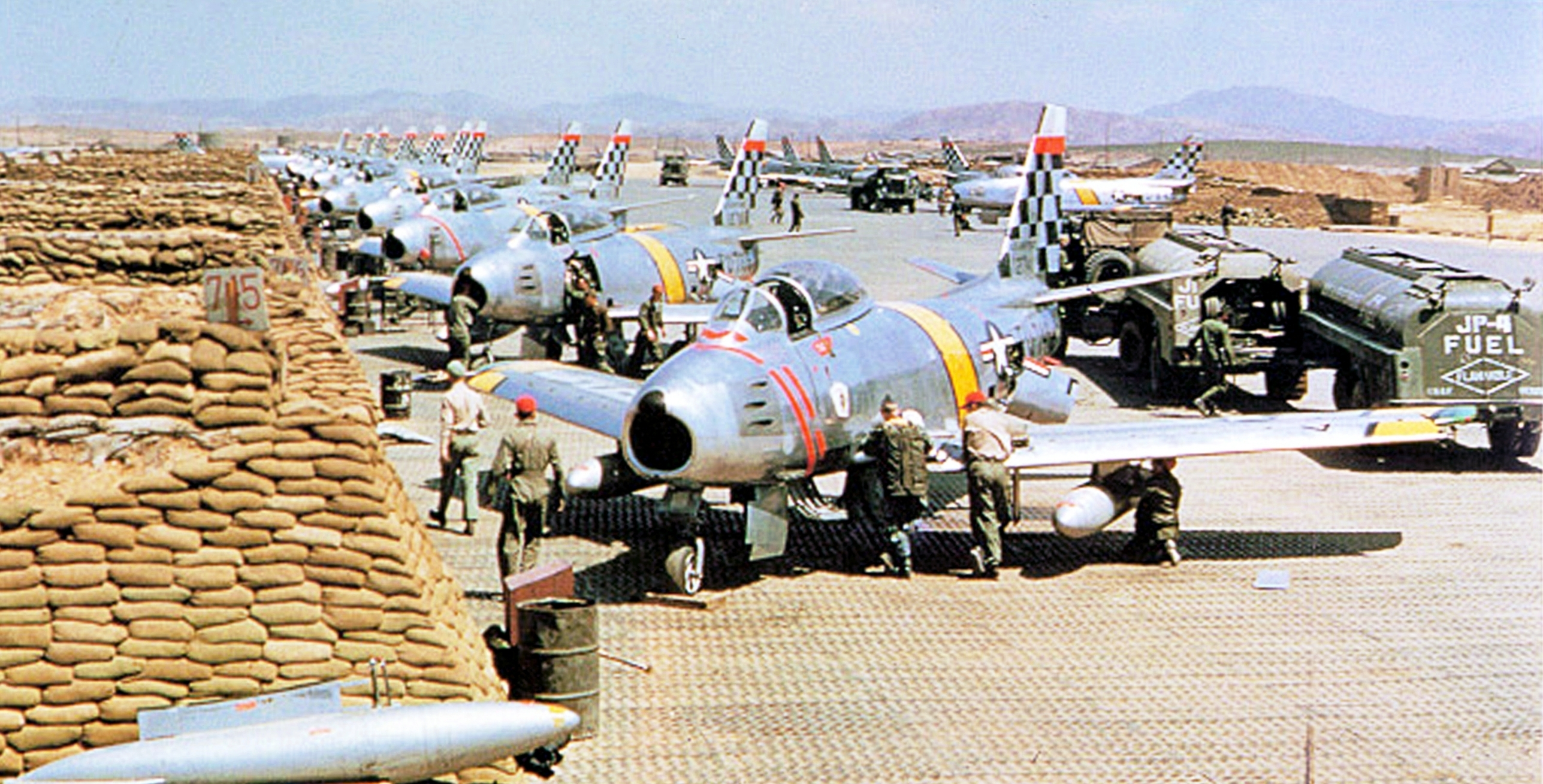
Des F-86 Sabre de l'USAF sur une base aérienne à Suwon en 1952.

Le conflit qui éclata cinq ans après la fin de la Seconde Guerre mondiale fait apparaître combien la recherche de la supériorité aérienne devint une priorité absolue pour le commandement des Nations unies, c’est-à-dire des Américains. Il vit les premiers combats entre avions à réaction, alors que les avions à hélice vétérans de la précédente guerre furent largement utilisés. En effet, le rapport quantitatif des forces terrestres apparut, dès le début des opérations, favorable aux Sino-nord-coréens, de façon écrasante. Afin que ce grave déséquilibre n’entraînât pas un désastre pour les forces terrestres de l’ONU, il fut indispensable d’éviter que des avions nord-coréens ne puissent appuyer leurs troupes au sol. En fait, les forces aériennes nord-coréennes étaient constituées, pour une part importante, de pilotes soviétiques et polonais[réf. nécessaire]. La plupart des engagements en combat aérien contre les F-86 américains le fut par des MiG-15 — qui étaient au début du conflit l'un des plus performants au monde —, aux mains de pilotes soviétiques. Les escadrons soviétiques étaient relevés toutes les six semaines.
Le 64 OIAK (64e corps aérien indépendant de chasse) de l'armée de l'air soviétique déployé depuis février 1950 à Shanghai contre les forces aériennes de Taïwan fut déployé dans la province de Liaoning et le 9 novembre 1950, une victoire et une perte au combat contre les forces aériennes américaines furent enregistrées. À cette situation militaire défavorable pour les forces aériennes de l'ONU (en fait américaines) s’ajouta une sévère contrainte politique. Il fut, en effet, interdit aux forces aériennes de l’ONU d’intervenir au sol comme en vol en territoire chinois, base de départ de nombreux raids « nord-coréens ». La recherche de la supériorité aérienne dut ainsi être conduite plus au sud, dans ce qui fut nommé la MiG Alley : par le biais de la destruction des 75 terrains militaires nord-coréens par la 5e US Air Force, et par l’engagement en vol des forces aériennes ennemies. Même si les engagements furent fréquents dans cette « allée », les résultats des destructions en vol furent faibles. En décembre 1952, qui fut un mois particulièrement actif, 3 997 MiG-15 furent aperçus par la chasse américaine, 1 849 furent engagés (46 %), 27 seulement furent abattus, c’est-à-dire 1,5 % des avions engagés, la plupart du temps en combat tournoyant. De même, et sur l’ensemble de la guerre de Corée, les pertes d’appareils alliés en vol s’établirent à 44 avions détruits pour 10 000 sorties, soit moins de la moitié du taux de destruction en vol constaté lors de la Seconde Guerre mondiale, malgré la pugnacité des pilotes du Nord. Ne pouvant intervenir au-dessus du territoire chinois, l’United States Air Force adopta rapidement la stratégie du containment, c’est-à-dire de l’endiguement, le long du Yalou, dès lors que les terrains de Corée septentrionale étaient devenus inutilisables en raison des graves destructions qu'ils avaient subies. La souplesse d’emploi de l’arme aérienne autorisa le respect rigoureux de la règle d’or de l’aviation de combat occidentale : la poursuite d’un objectif unique. La concentration des moyens dans le temps et l’espace, la quasi-permanence des sweeps de chasse dans ce quadrilatère, la rapidité des interventions constituèrent les éléments les plus représentatifs de la stratégie aérienne occidentale.

##### Bombardement stratégique dévastateur

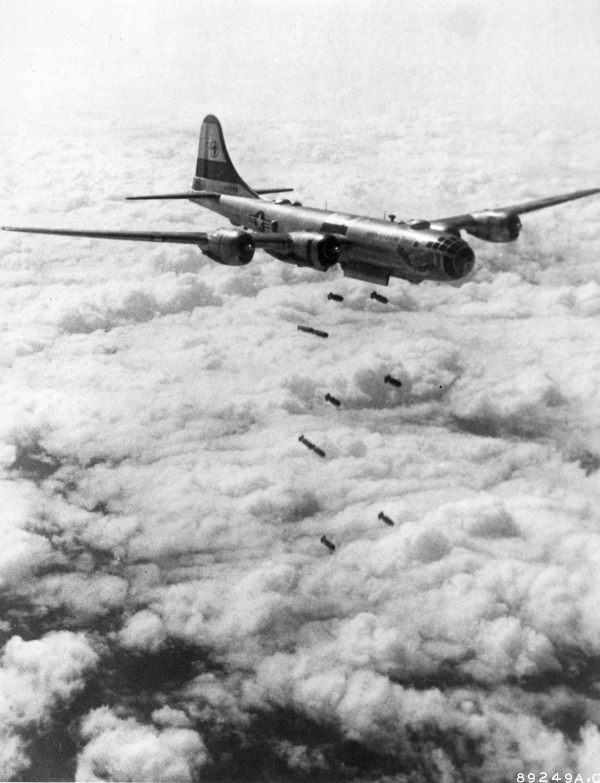
B-29 du Bomb Group au-dessus de la Corée du Nord en août 1951. Cinq groupes de bombardement et un de reconnaissance du Strategic Air Command équipé de cet avion furent mis à la disposition du Far East Air Forces fin 1950.

Dans le même temps, le choix d'intensifier les campagnes de bombardement stratégique s'est traduit par la mort d'un nombre plus important de civils nord-coréens.
Au cours des 37 mois de ce conflit, les forces armées des États-Unis du Commandement des Nations unies en Corée ont employé 576 000 tonnes de bombes dont 412 000 pour l'United States Air Force, une bonne part dans des opérations de bombardements stratégiques. 29 535 tonnes de napalm ont été également largués.
Selon les Nord-Coréens, « plus de 10 000 bombardiers (chiffre cumulatif) ont mené plus de 250 raids aériens sur la seule ville de Pyongyang entre mi-juillet et mi-août 1951, les « cibles » allant des hôpitaux aux maisons rurales avoisinant la ville. Le nord de la Corée, bien que ne faisant qu’un tiers de la superficie du Japon, a été bombardé selon eux 3,7 fois plus que ce dernier lors de la Seconde Guerre mondiale, soit 600 000 tonnes de bombes (napalm et autres) ».
L'historien américain Bruce Cumings, connu pour ses positions anti-américaines, considère que les experts américains en Corée développèrent ainsi une nouvelle forme de guerre aérienne, sophistiquant des méthodes déjà utilisées contre le Japon impérial : « La guerre de Corée passe pour avoir été limitée, mais elle ressembla fort à la guerre aérienne contre le Japon impérial pendant la Seconde Guerre mondiale, et fut souvent menée par les mêmes responsables militaires américains. Si les attaques d’Hiroshima et de Nagasaki ont fait l’objet de nombreuses analyses, les bombardements incendiaires contre les villes japonaises et coréennes ont reçu beaucoup moins d’attention ».
Toujours selon la même source, Bruce Cumings observe que ces bombardements massifs ne correspondaient pas aux « bombardements de précision » invoqués par l'armée américaine : « Au sein de l’armée de l’air américaine, certains se délectaient des vertus de cette arme relativement nouvelle, introduite à la fin de la précédente guerre, se riant des protestations communistes et fourvoyant la presse en parlant de “bombardements de précision” ».

##### Enseignements de la guerre aérienne pour les experts américains
Si le conflit de Corée constitue un cas particulier, compte tenu des données politiques et géographiques, il convient toutefois de souligner que les chefs aériens, nourris des riches enseignements de la Seconde Guerre mondiale, surent s’adapter afin d’atteindre rapidement cet impératif de la supériorité aérienne, en complétant l’action de neutralisation des terrains ennemis en Corée du Nord par la fixation des forces aériennes soviétiques et chinoises dans un quadrilatère choisi par eux. Cette stratégie de l’abcès de fixation fonctionna. En effet, le taux de pertes en vol fut faible, inférieur de moitié à celui observé pendant la Seconde Guerre mondiale, et l’appui au sol des forces nord-coréennes, écrasantes numériquement, fut en conséquence insignifiant.

#### Forces en présence

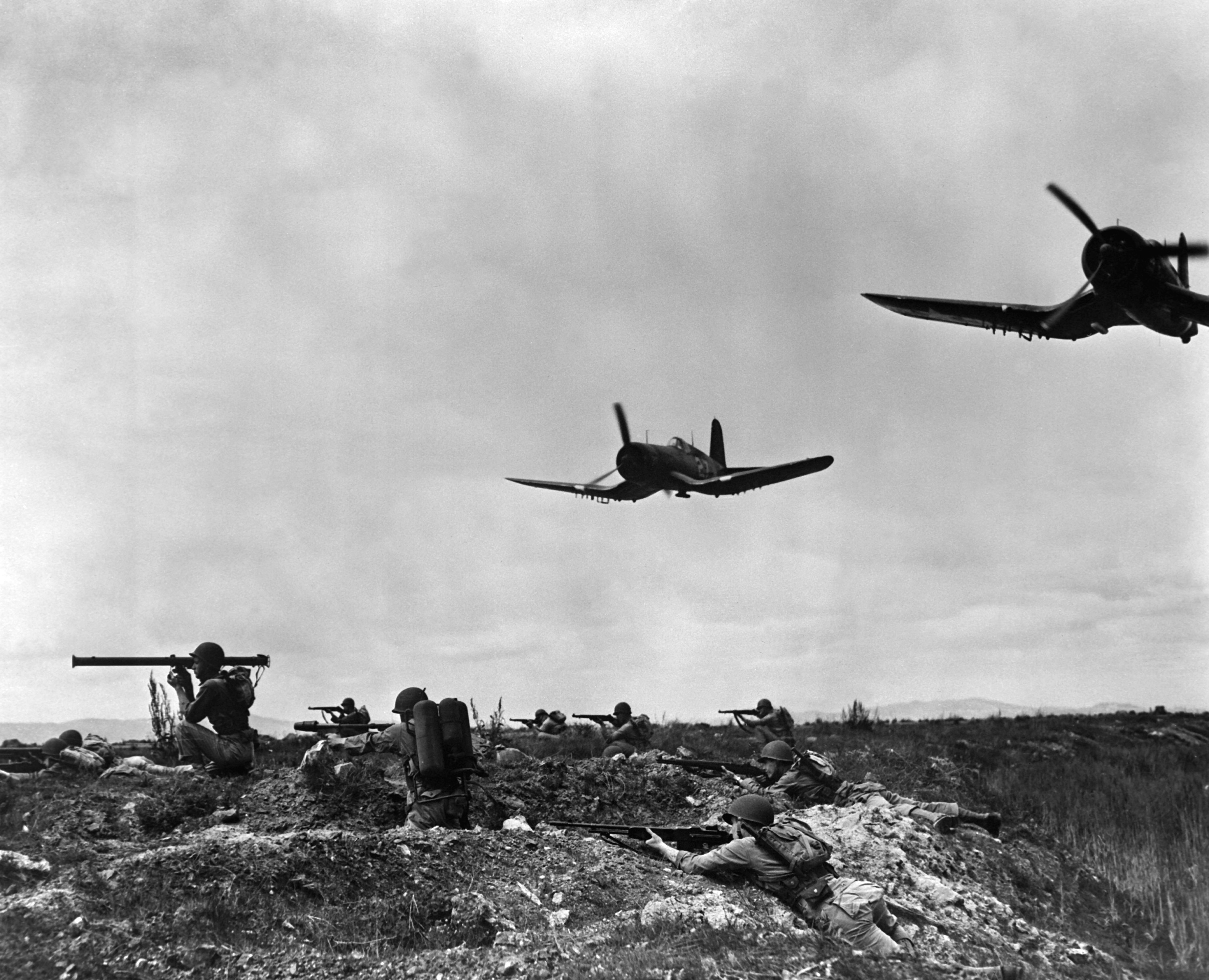
Le 1er janvier 1953 en Corée, des Corsairs survolent un peloton de Marines. Ce vétéran de la guerre contre l'empire du Japon fut utilisé pour 80 % des missions d'appui au sol des forces de l'ONU.

##### Nations unies
Les forces aériennes des Nations unies sont essentiellement issues des forces américaines. Trois armées aériennes (la 5e, la 13e et la 20e Air Force) sont engagées sous le commandement général de la Far East Air Force. À cela s'ajoute le groupe aéronaval, comprenant les appareils embarqués sur les 36 porte-avions (dont 11 Classe Essex américains, 5 classe Colossus britanniques et le HMAS Sydney australien) qui participent à un moment ou un autre au conflit; à noter que le premier navire de ce type sur place fut de la Royal Navy. Environ 80 % des missions d'appui au sol au début de la guerre ont été assurés par des Chance Vought F4U Corsair.
Fin juillet 1953, à la conclusion de la guerre, les forces aériennes des Nations unies sont les suivantes : 128 B-26 Invader, 218 F-84 Thunderjet, et 297 F-86 F Sabre ; des P-51 Mustang et F-80 Shooting Star ont également participé à la guerre en grand nombre, sans compter quelques chasseurs de nuit et les hélicoptères et les quadrimoteurs B-29 basés au Japon ou à Okinawa. Plusieurs centaines d’avions embarqués ont également participé au conflit (F4U Corsair, F9F Panther, Supermarine Seafire et Fairey Firefly). Un total de 800 pilotes, soutenus par 59 700 personnels au sol, servirent en Corée pour le compte des Nations unies. Il s’agit principalement de personnel américain.

##### Corée du Nord

Un MiG-15 nord-coréen fut remis par un déserteur aux forces américaines en 1953.

La Corée du Nord commence la guerre avec une force aérienne relativement modeste, composée de 239 appareils, tous à moteurs à pistons. On compte 129 Yaks, 43 Il-10S (version améliorée du célèbre Iliouchine Il-2 Sturmovik), ainsi que quelques Po-2 et autres appareils. Dans les premières semaines du conflit, l’armée de l’air nord-coréenne est largement surclassée par les forces des Nations unies, si bien que le 22 juillet 1950, elle est réduite à seulement 65 avions. En fait, l’armée de l’air nord-coréenne ne joue elle-même qu’un rôle mineur durant le conflit. Ce sont les Chinois et surtout les Soviétiques qui assurent le gros des combats, sans que cela soit clairement explicité. En effet, s’il avait été publiquement reconnu que des pilotes et des machines soviétiques combattaient en Corée, les États-Unis auraient pu être conduits à déclarer la guerre à l’Union soviétique, malgré la menace nucléaire. À la fin de la guerre, environ 125 Mikoyan-Gourevitch MiG-15 sont directement sous le contrôle des Nord-Coréens.

##### République populaire de Chine
Dès les derniers jours du mois de juin 1950, la force aérienne chinoise déploie sa première brigade aérienne en Corée du Nord. Elle se compose de :
- 38 MiG-15
- 39 La-11
- 39 Tu-2 (bombardiers)
- 25 Il-10 (attaque au sol)
- 14 Yak-12 (entraînement).

Le 1er septembre 1951, on estime que pas moins de 525 MiG-15 servaient sous les cocardes nord-coréennes. Début juin 1952, les forces aériennes de la Chine populaire sont de l’ordre de 1 830 avions, dont un millier de chasseurs. Le 31 juillet 1953, la Chine populaire possède encore sur le théâtre coréen neuf corps de chasseurs (près de 500 MiG-15) et deux corps de bombardiers (54 Tu-2). Malgré des effectifs qui apparaissent donc comme non négligeables, les forces aériennes communistes ne furent jamais en mesure de soutenir efficacement leur armée de terre et encore moins d'agir stratégiquement sur les arrières américains.

#### Implications soviétique, chinoise et mongole
Les Soviétiques fournirent, avec les Chinois, une grande partie de l’effort de guerre aérien. En effet, les pilotes nord-coréens étaient moins bien formés au maniement des MiG-15 que les Soviétiques. Le 10 octobre 1950, Staline promit d’envoyer à la Corée du Nord du matériel militaire et de transférer pas moins de 16 régiments de l’aviation soviétique afin de garantir la protection des territoires chinois et nord-coréen. Ce sont près de 72 000 Soviétiques qui servirent, sur trois années, en Corée et en Chine. L'historiographie soviétique n'a pas tardé à reconnaître et revendiquer cette participation destinée à accomplir son devoir internationaliste. Il faut aussi compter avec une intervention terrestre de la République populaire mongole : un pays qui fut le deuxième pays socialiste par ordre chronologique de formation (1924). Cela ajouta à la qualité supérieure des pilotes chinois et surtout soviétiques qui fit de l’Armée de l’Air nord-coréenne un adversaire redoutable pour les forces de l’ONU.
Cela est d'autant plus vrai que, avant la mise en service du F-86 Sabre, les États-Unis et leurs alliés ne disposaient d’aucun avion capable de rivaliser avec le MiG-15, le meilleur chasseur du monde à cette époque. Afin de pouvoir combattre plus efficacement le MiG-15, les États-Unis tentèrent par tous les moyens d’en obtenir un exemplaire intact. Faute de défection dans les rangs communistes, ils allèrent jusqu’à offrir en avril 1953 une récompense de 100 000 dollar américains — une forte somme pour l’époque, assortie de la promesse d'un asile politique — pour un appareil intact. Cependant, aucun MiG-15 ne se présenta avant la fin de la guerre et ce n’est qu’en septembre 1953 qu’un appareil fut livré par un déserteur, qui affirma ne pas être au courant de la récompense promise.

#### Rapports d’engagements
Au 25 juin 1951, les Nations unies revendiquent 391 avions détruits ou endommagés au cours de la première année de guerre. Les pertes sont les suivantes : 188 chasseurs, 33 bombardiers, 9 transports et 17 divers. Ce jour, 89 F-86 Sabre sont déployés en Corée et le nombre total de MiG-15 disponibles pour les communistes est de l’ordre de 445. Le 1er juillet de la même année, les Nations unies reconnaissent la perte de 246 appareils (surtout due à la DCA selon eux), 857 morts et disparus. Plus de 200 MiG sont revendiqués comme ayant été détruits. En avril 1952, les Nations unies rapportent 243 avions détruits et 290 avions endommagés en un mois. Un total de 771 avions auraient été détruits par la DCA nord-coréenne du 1er septembre 1951 au 30 avril 1952. Les Américains affirment de plus que le rapport MiG détruits pour F-86 détruits est de onze pour un. Le 26 juin 1952, les statistiques suivantes sont publiées par les Nations unies :
- Nations unies : 1 180 victoires confirmées, dont 336 MiG, 75 victoires probables, 513 avions endommagés ;
- communistes : 637 victoires confirmées (DCA comprise).

Ces chiffres sont à considérer avec précaution tant les annonces de victoires par rapport aux pertes subies par les deux camps sont discordantes. Alors que l'USAF annonce avoir perdu 16 bombardiers B-29 au combat, les pilotes soviétiques revendiquent 66 destructions en combat aérien de cet appareil sans compter les revendications chinoises et nord-coréennes. La United States Far East Air Force (FEAF) a perdu un total de 1 406 avions (accidents compris) et a eu 1 144 hommes tués et 306 blessés au cours de la guerre. Trente hommes de la FEAF qui avaient été portés disparus ont finalement été renvoyés au contrôle militaire, 214 prisonniers de guerre ont été rapatriés sous les termes de l'accord d'armistice, tandis que 35 hommes étaient toujours détenus en captivité en juin 1954. À partir du moment où les forces communistes refluent, l’essentiel des combats aériens entre les chasseurs des Nations unies et des communistes se dérouleront dans la zone connue sous le nom de MiG Alley. Opérant depuis des bases situées sur le territoire chinois, les MiG-15 parvinrent à s’opposer avec succès aux forces occidentales, forçant notamment les bombardiers B-29 à ne plus opérer que de nuit. Même lorsque la situation au sol était largement en leur défaveur, les pilotes communistes continuèrent à effectuer des sorties pour contester la supériorité aérienne des Nations unies.
La zone de la MiG Alley correspond à tout ce qui se trouve à l’ouest du triangle formé par les villes de Hŭich'ŏn, Changju et Sinanju (en Corée du Nord actuelle). Les avions occidentaux avaient l’interdiction de franchir la frontière chinoise pour attaquer les bases des escadrons de MiG mais, dans le feu de l’action, plusieurs avions franchirent effectivement cette frontière.
- plus de 8 700 usines détruites ;
- plus de 600 000 maisons détruites ;
- 6 000 écoles et hôpitaux détruits

En tout, 40 % du potentiel industriel du pays auraient été détruits. La dramatisation de ce rapport insiste sur les destructions causées aux écoles, hôpitaux et maisons alors que les combats firent des dégâts similaires au sud, ce qui n’est pas mentionné.

#### Épilogue
La puissance aérienne joua un rôle clé : pour la première fois dans l’histoire, on fit usage en conditions opérationnelles d’avions de combat à réaction (si l'on excepte le cas du Me 262 durant la Seconde Guerre mondiale). La Chine était devenue une puissance aérienne et militaire majeure. La moitié de ses 1 400 chasseurs était des MiG-15 construits par les Soviétiques, avions considérés comme étant les meilleurs du monde. Opérant à partir de bases situées en Mandchourie et ne s’aventurant que très rarement au-dessus des lignes de l’ONU, les MiG-15 menacèrent néanmoins la suprématie aérienne de cette dernière, en particulier au-dessus de la MiG Alley. Il fallut attendre que les États-Unis produisent les F-86 Sabre pour que les forces de l’ONU aient enfin à disposition un avion capable de rivaliser avec le MiG-15.

### Accusation d'emploi d'armes biologiques américaines
Dans une note datée du 21 décembre 1951, le secrétaire d'État américain à la Défense, Robert Lovett, demanda au comité interarmées des chefs d'état-major (Joint Chiefs of Staff) de fournir des directives « pour l'emploi d'armes chimiques et bactériologiques ». De 1938 à 1945, confrontée au même problème de l'énorme supériorité numérique chinoise, l'armée impériale japonaise avait employé à maintes reprises ces armes contre les troupes ennemies et les populations civiles, notamment lors de la bataille de Changde. Les Américains avaient par la suite soigneusement récupéré les résultats des travaux de Shirō Ishii en échange d'une exonération de poursuite devant le Tribunal de Tokyo, accordée à tous les membres de ses unités de recherche par Douglas MacArthur. Selon la Chine et la Corée du Nord, ces armes auraient été utilisées par les Américains sur une grande échelle vers le début de l'année 1952. L'utilisation de l'arme biologique fut évoquée, à tort, le 22 février 1952 lorsque le ministre des Affaires étrangères nord-coréen, Pak Hon-yong, accusa officiellement les Américains d’avoir répandu en Corée du Nord des « insectes-vecteurs » diffusant la peste, le choléra et « d’autres maladies ». Deux jours plus tard, Zhou Enlai porta la même accusation et, le 8 mars, il affirma qu’entre le 29 février et le 5 mars des avions américains avaient répandu à soixante-huit reprises des insectes porteurs de germes pathogènes sur la Mandchourie.
Le 12 mars 1952, le secrétaire d’État américain Dean Acheson demanda officiellement au Comité international de la Croix-Rouge (CICR) de mener une enquête dans les régions signalées par les Nord-Coréens et les Chinois. Le CICR présenta sa requête le même jour à la Corée du Nord et à la Chine, puis de nouveau le 28 mars, le 31 mars et le 10 avril. Ses démarches ne reçurent jamais de réponse de la part des autorités chinoises et nord-coréennes. Les États-Unis soumirent alors au Conseil de sécurité des Nations unies un projet de résolution en vertu de laquelle le CICR serait invité à mener des investigations en Chine et en Corée du Nord. Malgré dix voix sur onze en faveur de la motion américaine, le projet de résolution ne put être adopté, l'URSS y mettant son veto. Après une nouvelle initiative américaine à l’ONU, en avril 1953, elle se déclara prête à retirer ses accusations, à condition que les États-Unis, de leur côté, renoncent à demander une investigation. Dès lors, il paraissait clair que les allégations de la Corée du Nord reposaient sur des preuves forgées de toutes pièces. En effet, des documents soviétiques publiés en 1998 évoquent une mise en scène macabre organisée par les Nord-Coréens et leurs conseillers soviétiques. Ainsi, le 18 avril 1953, le lieutenant-général V. N. Razouvaïev, ambassadeur soviétique en Corée du Nord, informa Beria, membre du Politburo et chef de la Sécurité d'État, le futur KGB, qu’en février/mars 1952, « en collaboration avec des conseillers soviétiques, un plan d’action avait été imaginé par le ministère de la Santé nord-coréen) » et que, par la suite, les mesures suivantes furent prises : mise en quarantaine de régions qu’on prétendait infectées de la peste ; enfouissement de cadavres dans des fosses communes, puis révélation de ces charniers à la presse internationale ; envoi à Pékin de « matériel » en vue de son exposition, avant l’arrivée prévue des deux commissions internationales autorisées à l'examiner.[réf. nécessaire]
Le 2 mai 1953, le Kremlin chargea l’ambassadeur soviétique à Pékin, V. V. Kouznetsov, de transmettre le message suivant à Mao : « Le gouvernement soviétique et le Comité central du PCUS furent induits en erreur. La diffusion par la presse d’informations concernant l’utilisation par les Américains d’armes bactériologiques en Corée était basée sur des informations fallacieuses. Les accusations contre les Américains étaient fausses ». Et, à l’intention du chargé d’affaires soviétique en Corée du Nord : « Nous recommandons que la question d’une guerre bactériologique […] ne soit plus abordée au sein d’organisations internationales et d’organes de l’ONU. […] Les ouvriers soviétiques impliqués dans la fabrication de la soi-disant preuve d’un emploi d’armes bactériologiques seront sévèrement punis ».
La thèse chinoise et nord-coréenne fut reprise en 1998 par deux historiens canadiens, Stephen Endicott et Edward Hagerman, professeurs à l'Université York (Toronto) et auteurs de The United States and Biological Warfare. Secrets from the Early Cold War and Korea (Indiana University Press, Bloomington et Indianapolis, 1998), puis de nouveau dans un article publié dans la collection Manières de voir du Monde diplomatique (août-septembre 2003). Dans cet article, Endicott et Hagerman disent s'être appuyés sur des archives américaines « dévoilées parcimonieusement » (cf. plus bas le commentaire du professeur Ed Regis) et sur des documents provenant des archives gouvernementales et militaires de Pékin. Ils citent par ailleurs un extrait d’une lettre du 12 avril 1977 envoyée à Endicott par John Burton, chef démissionnaire du département australien des Affaires étrangères en 1952 et membre de la International Scientific Commission ayant examiné le « matériel » bactériologique fourni par les Chinois (cf. plus haut le rapport de Razouvaïev à Beria). « Je suis allé en Chine en 1952, écrit John Burton, pour évaluer les affirmations sur la guerre bactériologique. Sans détailler les preuves, je suis revenu convaincu que les officiels chinois croyaient que celles-ci étaient concluantes. À mon retour, Alan Watt, mon successeur comme chef du département australien des affaires étrangères, m'a informé que, à la lumière de mes déclarations, il avait cherché des réponses à Washington et qu'il avait été informé que les Américains avaient utilisé des armes biologiques en Corée, mais uniquement à titre expérimental ».
Les documents d'archives américains et les témoignages recueillis par les professeurs Endicott et Hagerman font état d'un programme complet d'armes biologiques : « bombes à plumes », porteuses de spores du charbon céréalier, aérosols provoquant l'infection des voies respiratoires, « insectes vecteurs » pouvant diffuser le choléra, la dysenterie, la typhoïde et le botulisme. Ces armes devaient être opérationnelles pour le 1er juillet 1954, « avec des capacités […] susceptibles d’être mises en œuvre dès le mois de mars 1952 ». « Est-ce que les Américains se sont livrés en Corée à des expériences destinées à tester l’efficacité de ces armes ? » se demandent MM. Endicott et Hagerman. La réponse est positive, disent-ils, « selon des documents conservés dans les archives gouvernementales et militaires chinoises » et selon le rapport d’un expert canadien qui concluait que, « malgré quelques anomalies, les indices chinois étaient fiables ». MM. Endicott et Hagerman admettent cependant que « parmi les réfutations les mieux connues » des accusations chinoises et nord-coréennes figure « un rapport rédigé par trois savants canadiens à la demande du gouvernement américain ». Dans un article paru le 27 juin 1999 dans le New York Times, Ed Regis, professeur à la Rutgers University et auteur de The Biology of Doom: The History of America's Secret Germ Warfare Project (New York: Henry Holt and Company, 1999), souligne que, dans leurs travaux, Endicott et Hagerman reconnaissent implicitement que vingt années de recherches ne leur ont pas permis de découvrir un seul document d’archives américain qui prouverait une utilisation quelconque de l'arme bactériologique en Corée et en Chine. Ils acceptent les documents de circonstance fournis par les Chinois et les Nord-Coréens sans la moindre analyse quant à leur fiabilité, dit le professeur Regis, alors qu'on sait pertinemment que les Chinois et les Nord-Coréens réécrivaient l’histoire dans un but propagandiste, et qu’ils avaient les moyens, les motifs et l’occasion de forger des preuves. Par conséquent, conclut-il, l’allégation extrêmement contestable d’Endicott/Hagerman (« their extraordinary dubious claim ») équivaut en fait à une disculpation de l’accusé. Des historiens ou philosophes ont assuré que la guerre bactériologique américaine n'a jamais existé et qu'elle a été montée de toutes pièces par le journaliste australien Wilfred Burchett, qui était un agent d'influence travaillant pour le compte de l'URSS (voir la maîtrise d'histoire de Bertrand Maricot, sous la direction de J.-F. Sirinelli et I. Yannakakis, La guerre bactériologique en Corée et les intellectuels français, Lille 3, 199 pages, 1993). Le journaliste français Pierre Daix a démontré dès 1976, dans son ouvrage J'ai cru au matin, comment l'Australien avait construit cette affaire. Peut-être même d'après Ivan Cadeau qui donne raison à la thèse d'un montage communiste, des prisonniers de guerre américains ont-ils été torturés par les Sino-Coréens pour les obliger à avouer le forfait. Malgré tout Ivan Cadeau relève que « la défense américaine est mise à mal par la position ambiguë des États-Unis sur la question des armes bactériologiques » et que « leur refus de signer les protocoles de Genève du 17 juin 1925 interdisant l'emploi des gaz et autres armes chimiques et bactériologiques fournit un prétexte commode aux communistes en même temps qu'il est de nature à entretenir le soupçon chez certains de leurs alliés ». En 1950 le secrétaire de la Défense Louis Arthur Johnson reconnaît que les États-Unis mènent des recherches sur les armes bactériologiques ; le 31 octobre 1951 le général MacAuliffe déclare que « l'emploi de l'arme bactérienne constitue une manœuvre idéale, car on peut l'utiliser sans que cela se remarque ». D'autres officiels et militaires américains avaient affirmé « que cette arme a la particularité de ne s'attaquer "qu'aux" (sic) vies humaines, épargnant les infrastructures ». Et autre fait qui nuance la version du montage communiste délibéré, les Sino-Coréens et leurs alliés exploitaient les complicités américaines d'après-guerre avec les criminels de guerre de l'Unité 731 de l'armée impériale japonaise et de son chef, qui procédèrent à des essais bactériologiques en 1939 contre les troupes soviétiques, puis à la fin de la guerre contre les populations chinoises.

### Utilisation massive du napalm
Un total de 29 535 tonnes de napalm ont été largués durant cette guerre.
Au-delà de « l'allégation extrêmement contestable » (Ed Regis) d'Endicott et Haverman, le napalm fut, selon l'historien américain révisionniste Bruce Cumings, utilisé sur une plus grande échelle que pendant la guerre du Viêt Nam et les dommages furent plus importants du fait de la plus grande concentration de la population coréenne :
« La ville industrielle de Hungnam fut la cible d’une attaque majeure le 31 juillet 1950, au cours de laquelle 500 tonnes de bombes furent lâchées à travers les nuages. Les flammes s’élevèrent jusqu’à une centaine de mètres. L’armée américaine largua 625 tonnes de bombes sur la Corée du Nord le 12 août, un tonnage qui aurait requis une flotte de 250 B-17 pendant la Seconde Guerre mondiale. Fin août, les formations de B-29 déversaient 800 tonnes de bombes par jour sur le Nord. Ce tonnage consistait en grande partie en napalm pur. De juin à fin octobre 1950, les B-29 déversèrent 3,2 millions de litres de napalm. ».

### Armes nucléaires
Dans une conférence de presse donnée le 30 novembre 1950, le Président Harry S. Truman déclara que les États-Unis pourraient utiliser l'ensemble des armes disponibles dans leur arsenal, y compris l'arme nucléaire. Le même jour il fut donné l'ordre à l'aviation américaine de se tenir prête à larguer sans délais des bombes atomiques en Extrême-Orient.
Le 9 décembre 1950, le général Douglas MacArthur déclara qu'il souhaitait avoir le commandement sur l'usage d'armes nucléaires, à sa seule discrétion, et le 24 décembre 1950 il soumit une liste de cibles pour lesquelles il déclara avoir besoin de 26 bombes, auxquelles s'ajouteraient 8 bombes à lâcher sur les « forces d'invasion » et sur des « concentrations critiques de la puissance aérienne de l'ennemi ». Dans des entretiens publiés plus tard, Douglas MacArthur affirma que 30 à 50 bombes lui auraient suffi pour terminer la guerre en dix jours : il aurait créé une ceinture radioactive entre la mer de l'Est et la mer Jaune, qui aurait empêché toute vie humaine dans cette région pendant 60 à 120 ans et interdit la pénétration de troupes chinoises et soviétiques par le Nord de la péninsule,,.
Le 10 mars 1951, le général MacArthur demanda de pouvoir conduire un « D Day atomique » mais fut démis de ses fonctions par le président Truman le 11 avril 1951.
Début 1953, la mise en service du M65 Atomic Cannon, le premier vecteur d'arme nucléaire tactique, et les rumeurs propagées par l'administration américaine du positionnement de bombardiers en nombre à Okinawa ont joué un rôle dans les négociations conduisant l'armistice de Panmunjeom.
Ces événements contribueront à inciter la Corée du Nord à se doter de l'arme nucléaire.

## Question des responsabilités et des massacres
Cette guerre meurtrière et fratricide, qui n'amena quasiment aucun changement territorial, a laissé l’impression d’un suicide national dont le courant historiographique dominant actuellement en Occident et en Russie attribue la principale responsabilité à la Corée du Nord. Avant l’ouverture des archives du Kremlin, des historiens avaient pu tenir pour responsables des puissances extérieures, les États-Unis de Truman mais surtout l’URSS de Staline, qui auraient fait dévier une simple opposition idéologique locale (communisme contre capitalisme) en une guerre ouverte. Or, les documents d’archives soviétiques, bien que contestés par les autorités nord-coréennes, attestent au contraire que la Corée du Nord a envisagé de longue date l'offensive du 25 juin 1950, en concertation avec les Soviétiques, qui ne donnèrent « un aval peu enthousiaste [qu'] à la suite de sollicitations permanentes ». Par conséquent, d’après l’état actuel de la documentation, « l’hypothèse (…) selon laquelle la guerre de Corée aurait été une initiative de Staline est incorrecte ».
Heo Man-Ho souligne cependant que l'initiative nord-coréenne ne doit pas occulter les préparatifs, à ce stade bien moins avancés, de la Corée du Sud, de même que les nombreux incidents de frontières qui auraient causé près de 100 000 morts avant la date du 25 juin 1950. Raymond Aron parle de l’« accident coréen » de la diplomatie américaine, pour mettre en évidence que celle-ci porte une part de « responsabilité politique » : le discours de Dean Acheson aurait transmis au gouvernement soviétique un message prêtant à une interprétation erronée et, par ailleurs, les Américains, en retirant leurs troupes de Corée du Sud, auraient créé un vide que la Corée du Nord était tentée de remplir par une agression « au sens le plus cru du terme ». Pendant la guerre, des massacres de civils et de prisonniers se produisirent de part et d’autre par exemple le massacre de Geochang, le massacre de Tuman et celui de Sancheong et Hamyang.
Des dizaines de milliers de Sud-Coréens et des milliers d'Occidentaux faits prisonniers par le Nord sont, à ce jour, toujours portés disparus,. Les 32 prisonniers de guerre canadiens, plus tard libérés, ont été traités durement et ont été soumis à une tentative de lavage de cerveau dans le but de changer leurs opinions politiques, la Corée du Nord et la république populaire de Chine n'étant pas signataires de la Convention de Genève de 1949. La proportion de pertes chez les prisonniers de guerre dans les camps nord-coréens et chinois, selon certaines études, atteint 43 %. Ainsi, les Sud-Coréens et les Américains font état de nombreux crimes de guerre commis par les Nord-Coréens. Des témoignages et documents attestent que, lors de leur offensive, les services nord-coréens « épuraient » des villes occupées en fusillant les fonctionnaires et les « ennemis de classe » restés sur place, et que plusieurs dizaines (au minimum) de soldats sud-coréens et américains furent exécutés après leur capture notamment lors du massacre de la colline 303. Par ailleurs, lors de la contre-offensive des Nations unies en septembre 1950, ils incendièrent la prison de Sachon dans laquelle étaient enfermés 280 policiers, fonctionnaires et propriétaires terriens sud-coréens. À Anui, Mokpo, Kongju, Hamyang et Chongju, on trouva des charniers contenant plusieurs centaines de corps, parmi lesquels des femmes et des enfants. Près du terrain d'aviation de Taejon, 500 soldats sud-coréens, les mains liées derrière le dos, furent tués d'une balle dans la tête. Entre le 24 septembre et le 4 octobre, toujours dans la région de Taejon, on découvrit les cadavres de 5 000 à 7 000 civils sud-coréens assassinés, ainsi que ceux de 40 militaires américains. Le massacre des sympathisants communistes par les forces du Sud, longtemps attribué à la Corée du Nord, fait entre 100 000 et plus de 200 000 morts.
Les Nord-Coréens de leur côté accusèrent les forces des Nations unies — et plus particulièrement les Américains — de crimes similaires. Ainsi, des documents d'archives américains cités par la BBC prouvent que des soldats américains tuèrent un « nombre non confirmé » de réfugiés à Nogun-Ri, en juillet 1950,. Des prisonniers, comme le Nord-Coréen Ri In-mo, restèrent emprisonnés au Sud pendant plus de trente-quatre ans après l'armistice, où ils furent soumis à un programme de « conversion » comportant le recours à la torture dans le but qu'ils renient leurs convictions communistes : beaucoup de prisonniers sont morts du fait des mauvais traitements auxquels ils ont été soumis (coups de bâton, ingestion forcée d’eau par les narines, brûlures, électrocution…). Il s'agit a priori d'éliminer la menace posée par les infiltrations de soldats nord-coréens au sein des groupes de réfugiés. Les préjugés racistes envers les « Gooks » de la part des Américains en proie à la mauvaise surprise d'affronter à leur arrivée des armées asiatiques combatives et efficaces dans un pays pauvre aurait, selon Yvan Cadeau, sa part dans les crimes. L'enjeu de la guerre de Corée — la réunification de la péninsule dans un contexte de tensions entre superpuissances — et la difficulté pratique à mener un travail de recherche historique qui confronterait les sources directes, tant au Nord qu’au Sud, doivent cependant conduire à une certaine prudence dans les prises de position, notamment en ce qui concerne la question des responsabilités — sans pour autant récuser l'évidence documentaire, car « le renoncement de l'historien à son métier risque de conduire à la pire utilisation idéologique de l'histoire ».

## Bilan du conflit

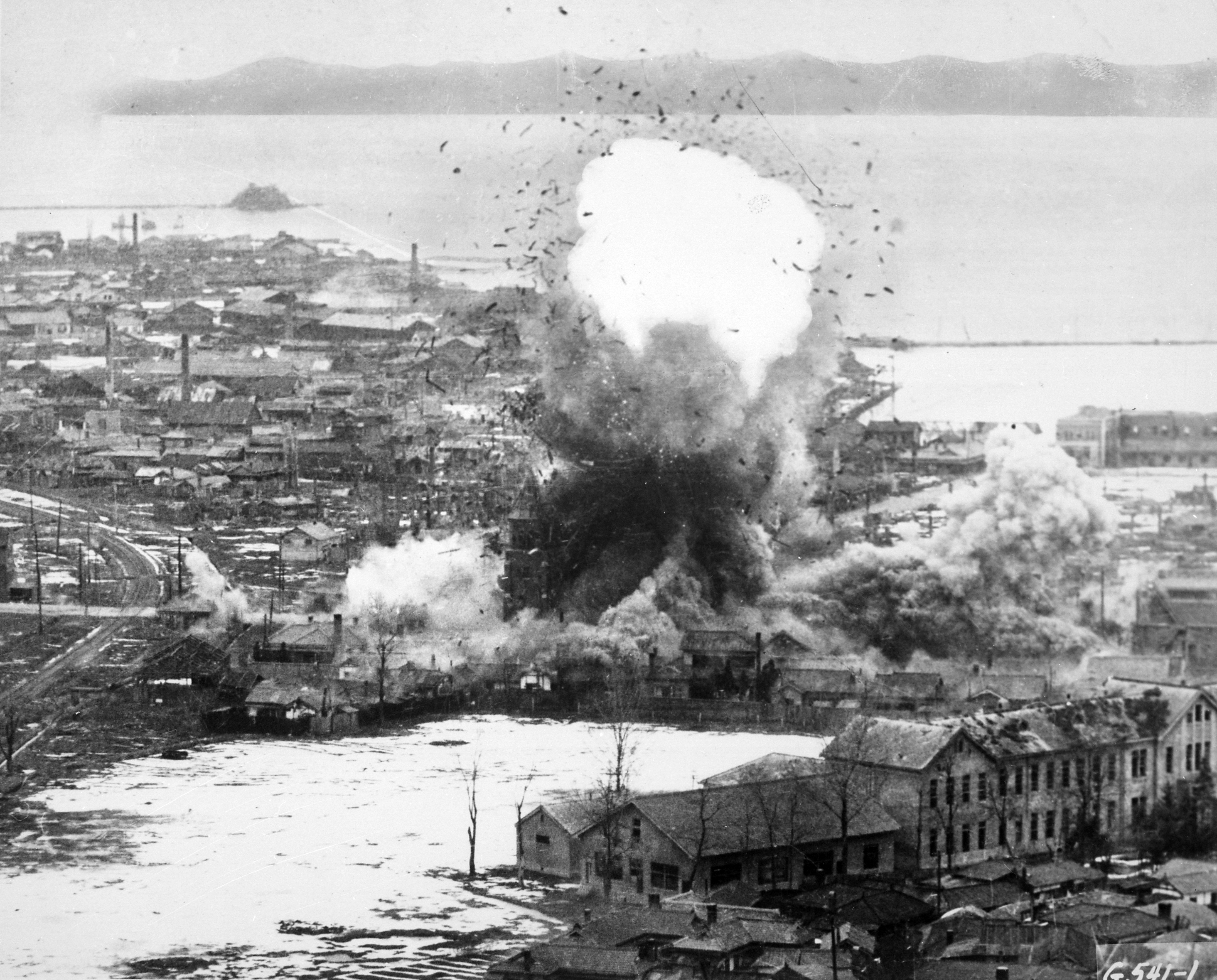
La ville nord-coréenne de Wonsan attaquée par des bombardiers B-26 américains de la cinquième force aérienne, 1951

Avec entre trois et cinq millions de morts,, et une situation militaire inchangée (la tension reste toujours vive entre le Nord et le Sud), le pays a subi la pire destruction matérielle et humaine de son histoire. Ce conflit fut le premier d'importance internationale après la fin de la Seconde Guerre mondiale. Il a aussi constitué la première intervention armée de l'ONU dans un conflit ouvert. Le coût du conflit fut estimé pour les seuls États-Unis à environ 50 milliards de dollars de l'époque soit environ 215 milliards de dollars valeur 2010.
Au total, l'armée sud-coréenne a perdu 147 000 soldats, celle du Nord au moins 520 000. Les forces de l'ONU comptabilisent 55 000 morts, essentiellement des Américains. Les pertes chinoises sont estimées à 200 000 tués[source insuffisante]. 315 militaires soviétiques sont morts dans ce conflit.
Mais les pertes civiles sont plus considérables encore : entre 2 et 3 millions de morts sur les 30 millions d'habitants de la péninsule ,. Le bombardement massif a dévasté la Corée du Nord. La plupart des villes de Corée du Nord et presque tous ses principaux bâtiments ont été détruits. Selon les statistiques officielles américaines, l'US Air Force a déversé au moins 454 000 tonnes de bombes et l'historien américain Bruce Cumings a calculé que 3,2 millions de litres de napalm avaient été utilisés par celle-ci durant la guerre de Corée.

## Après-guerre
L'armistice ne mit pas fin aux incidents de frontières, notamment dans les années 1960. Des commandos Nordistes effectuèrent des raids dans le Sud ; les tensions restent vives entre les deux Corées.
La guerre du Crabe depuis les années 1990 a occasionné plusieurs batailles navales. Le 13 juin 2000, le leader nord-coréen Kim Jong-il - fils et successeur de Kim Il-sung - et le président sud-coréen Kim Dae-Jung se rencontrent au cours du premier sommet jamais organisé entre les dirigeants des deux Corées : une déclaration commune est adoptée, les deux pays s'engageant à rechercher la paix et travailler à une éventuelle réunification. À l'issue du second sommet inter-coréen des chefs d'État le 4 octobre 2007, Kim Jong-il et le président sud-coréen Roh Moo-hyun s'engagent en faveur d'un accord de paix dans la péninsule coréenne. Cependant en 2009 et 2010, des accrochages maritimes ont eu lieu le long de la « Northern Limit Line » (NLL), prouvant une nouvelle fois que les conflits inter-coréens sont toujours d'actualité. Le 27 mai 2009, dans le cadre de la crise nucléaire nord coréenne, la Corée du Nord déclare ne plus être liée par l'armistice qui a fait cesser les combats de la guerre de Corée.
Fin mars 2013, la Corée du Nord (désormais gouvernée par Kim Jong-un, fils de Kim Jong-il et petit-fils de Kim Il-sung) met fin aux traités de paix avec la Corée du Sud et annonce être de nouveau en état de guerre.
Fin mai 2013, Pyongyang propose à Séoul de signer un accord de paix pour officiellement mettre fin à la guerre entre les deux États. Cependant, d'un point de vue légal, la « guerre de Corée » n'était pas une guerre au sens du droit international, mais un conflit interne, chacun des deux gouvernement se considérant comme l'unique représentant légal de ce pays, et une guerre supposant la confrontation entre deux États. Ces trois ans de combat sont donc légalement une opération, tant pour le Nord que pour le Sud, visant à restaurer l'autorité du gouvernement dans un territoire rebelle et donc dans tout le pays (c'est-à-dire toute la péninsule, nord et sud), type de conflits à la fin desquels n'a jamais été signé d'accord de paix.

## Pays participants

### Participation française
Engagée dans la guerre d'Indochine, la France apporta une participation réduite mais néanmoins marquante à l'appel des Nations unies. Cela se traduisit par le détachement de l'aviso colonial La Grandière chargé des missions de protection des convois maritimes participant au renfort du périmètre de Pusan et au débarquement d'Incheon, ainsi que par l'envoi de 3 421 hommes formant le bataillon français de l'ONU, intégré, avec des renforts coréens et deux bataillons américains, dans les effectifs du 23e régiment de la 2d « Indianhead » Infantry Division. Cette division s'est illustrée dans plusieurs faits d'armes qui lui ont valu plusieurs citations. À l'issue de la guerre, le bataillon comptait 287 tués, dont 18 Coréens, 1 350 blessés, 12 prisonniers et 7 disparus.

### Participation belge et luxembourgeoise
Quand les Nations unies lancent un appel à fournir une aide militaire à la Corée du Sud, la fonction de Premier Ministre en Belgique est occupée par Joseph Pholien (PSC), anticommuniste convaincu. Conjointement au gouvernement du Luxembourg, il décide, au nom du gouvernement belge, de répondre à l'appel de l'ONU et de recruter un Corps de Volontaires pour la Corée (anglais : Belgian United Nations Command) formés de volontaires belges et luxembourgeois. Plus de 2 000 Belges se portent d'emblée volontaires pour servir dans le corps. Le Ministre de la Défense, Henri Moreau de Melen, démissionne pour s'engager. Parmi eux, seuls 700 sont sélectionnés pour premier contingent, qui arrive à Pusan le 31 janvier 1951. Les derniers soldats belges quitteront la Corée le 15 juin 1955. Au total, 3 171 Belges et 78 Luxembourgeois auront été engagés dans le soutien à la Corée du Sud.

### Participation turque
La Turquie n'est alors pas encore membre de l'OTAN. Or, le gouvernement du Demokrat Parti, nouvellement arrivé au pouvoir, estime que la menace soviétique est devenue le danger prioritaire pour le pays. L'appel de l'ONU à envoyer un soutien militaire à la Corée du Sud lui apparaît comme l'occasion de faire ses preuves pour une future adhésion à l'OTAN, qui sera effective en 1952.
Sous la direction du général de brigade Tahsin Yazıcı, le premier contingent turc est constitué d'un bataillon, composé de 5 090 volontaires, dont 259 officiers, de 18 fonctionnaires militaires, de 4 fonctionnaires civils, de 395 sous-officiers et de 4 414 soldats. Le contingent turc débarque le 12 octobre 1950 à Pusan. Il y est équipé par la logistique américaine. Plus tard, les effectifs du contingent turc seront augmentés, pour atteindre ceux d'un régiment, puis ceux d'une brigade.
Le contingent turc aura au total, au cours de la guerre, 741 morts et 2 147 blessés, mais aussi 234 prisonniers détenus par les forces nord-coréennes et 175 disparus.
Après l'armistice, une unité de 200 hommes sera maintenue sur la ligne de démarcation jusqu'en 1971.

### Participation philippine
L'armée philippine envoie de 1950 à 1955 un corps expéditionnaire (le Philippine Expeditionary Forces to Korea (en) - PEFTOK) composé de 1 468 hommes. 7 420 philippins participèrent au conflit au total.
Celui-ci s'illustra à plusieurs reprises contre l'Armée des volontaires du peuple chinois. Durant la bataille de Yultong en avril 1951, le capitaine Conrado Yap perdit la vie afin de secourir ses soldats pris au piège par l'avancée chinoise. Il est décoré par les Philippines de la Medal of Valor, par les États-Unis de la Distinguished Service Cross et par la Corée du Sud de la TAEGEUK Order of Military Merit. En mai 1952, les troupes philippines font de nouveau face aux Chinois lors la bataille de Hill Eerie durant laquelle le futur président de la république des Philippines Fidel Ramos, alors lieutenant, s'illustre par son courage, pour lequel il recevra la Military Merit Medal des Philippines.

### Participation australienne
Lorsque les États-Unis offrirent leur assistance et le Conseil de sécurité des Nations unies demanda à ses membres d'aider à repousser l'attaque nord-coréenne, l'Australie y contribua immédiatement avec la 77e escadrille de la force aérienne et le 3e bataillon d'infanterie qui étaient stationnés au Japon dans le cadre de la force d'occupation du Commonwealth britannique (British Commonwealth Occupation Force ou BCOF).
La 77e escadrille avait été équipée de P-51D Mustang avant d'arriver au Japon en février 1946 pour participer à la BCOF. Les travaux d'occupation se déroulèrent sans incident, et l'escadrille se préparait à quitter le Japon pour l'Australie lorsque la guerre de Corée éclata. Elle fut immédiatement envoyée en Corée où elle est devenue la première unité aérienne des Nations unies à entrer en guerre, principalement dans des opérations de soutien de troupes au sol, de lutte contre des patrouilles aériennes ennemies et des missions d'escorte.
Le 3e régiment d'infanterie fut aussi rapidement préparé à devenir la principale force d'intervention terrestre australienne à contribuer aux forces des Nations unies dans la guerre de Corée. Après une période de formation intensive et de renforcement au Japon, le bataillon est arrivé en Corée du Sud à la fin septembre 1950.
Le bataillon faisait partie de la 27e brigade du Commonwealth et a pris part à l'offensive des Nations unies en Corée du Nord et à la retraite de Corée du Sud à la suite de l'offensive chinoise au cours de l'hiver 1950-51. Il fut l'une des trois unités à recevoir la Presidential Unit Citation américaine après la bataille de Kapyong.
En plus de combattre personnellement, ce bataillon de l'armée australienne fournit la majorité des militaires et du matériel pour la BCOF, qui fut remplacée en 1952 par la force du Commonwealth britannique en Corée (BCFK). Des soldats australiens, britanniques, canadiens, indiens et néo-zélandais faisaient partie des unités de la BCFK.

## Dans les arts et la culture

### Filmographie

#### Cinéma
- 1951 : 
  - J'ai vécu l'enfer de Corée de Samuel Fuller
  - Baïonnette au canon de Samuel Fuller
- 1952 : Une minute avant l'heure H de Tay Garnett
- 1953 : Sergent la Terreur de Richard Brooks
- 1954 : 
  - L'Escadrille panthère d'Andrew Marton
  - Les Ponts de Toko-Ri de Mark Robson
- 1955 : Dix Hommes pour l'enfer d'Harmon Jones
- 1956 : 
  - Commando en Corée de Julian Amyes
  - Le Bataillon dans la nuit d'Allan Dwan
- 1957 : 
  - Cote 465 de Anthony Mann
  - Les Ailes de l'espérance de Douglas Sirk
- 1958 : Flammes sur l'Asie de Dick Powell
- 1959 : La Gloire et la Peur de Lewis Milestone
- 1960 : Les Marines attaquent de Hall Bartlett
- 1961 : Opération Geishas de George Marshall
- 1970 : M*A*S*H, de Robert Altman
- 1981 : Inchon de Terence Young
- 2000 : Joint Security Area de Park Chan-wook
- 2004 : Frères de sang
- 2010 : 71: Into the Fire de John H. Lee
- 2021 : La Bataille du lac Changjin de Chen Kaige, Tsui Hark et Dante Lam

#### Télévision

##### Série
- 1972 : MASH de Larry Gelbart

##### Documentaire
- 1955 : Crèvecœur de Jacques Dupont
- 2019 : Corée : une guerre sans fin réalisé par John Maggio